# 위베르 로베르
위베르 로베르(프랑스어: Hubert Robert, 1733년 5월 22일~1808년 4월 15일)는 프랑스의 낭만주의 화가이며 특히 이탈리아와 프랑스의 유적을 약간의 가상 공간으로 묘사한 풍경화와 카프리치로 유명하다.

## 생애

### 초기
위베르 로베르는 1733년 파리에서 태어났다. 그의 아버지 니콜라 로베르는 로렌 출신의 외교관인 프랑수아 조제프 드 슈아절, 스탱빌 후작 밑에서 일했다. 젊은 로베르는 1751년 나바르 칼리지의 예수회에서 학업을 마치고 조각가 미셸앙주 슬로츠의 아틀리에에 들어갔다. 슬로츠는 그에게 디자인과 원근법을 가르쳐 주었지만, 그가 회화로 전향할 수 있도록 조언했다. 1754년 그는 스탱빌 후작의 장남이자 프랑스 대사인 에티엔 프랑수아 드 슈아절, 슈아절 공작의 기차를 타고 로마로 떠났다.

### 로마에서

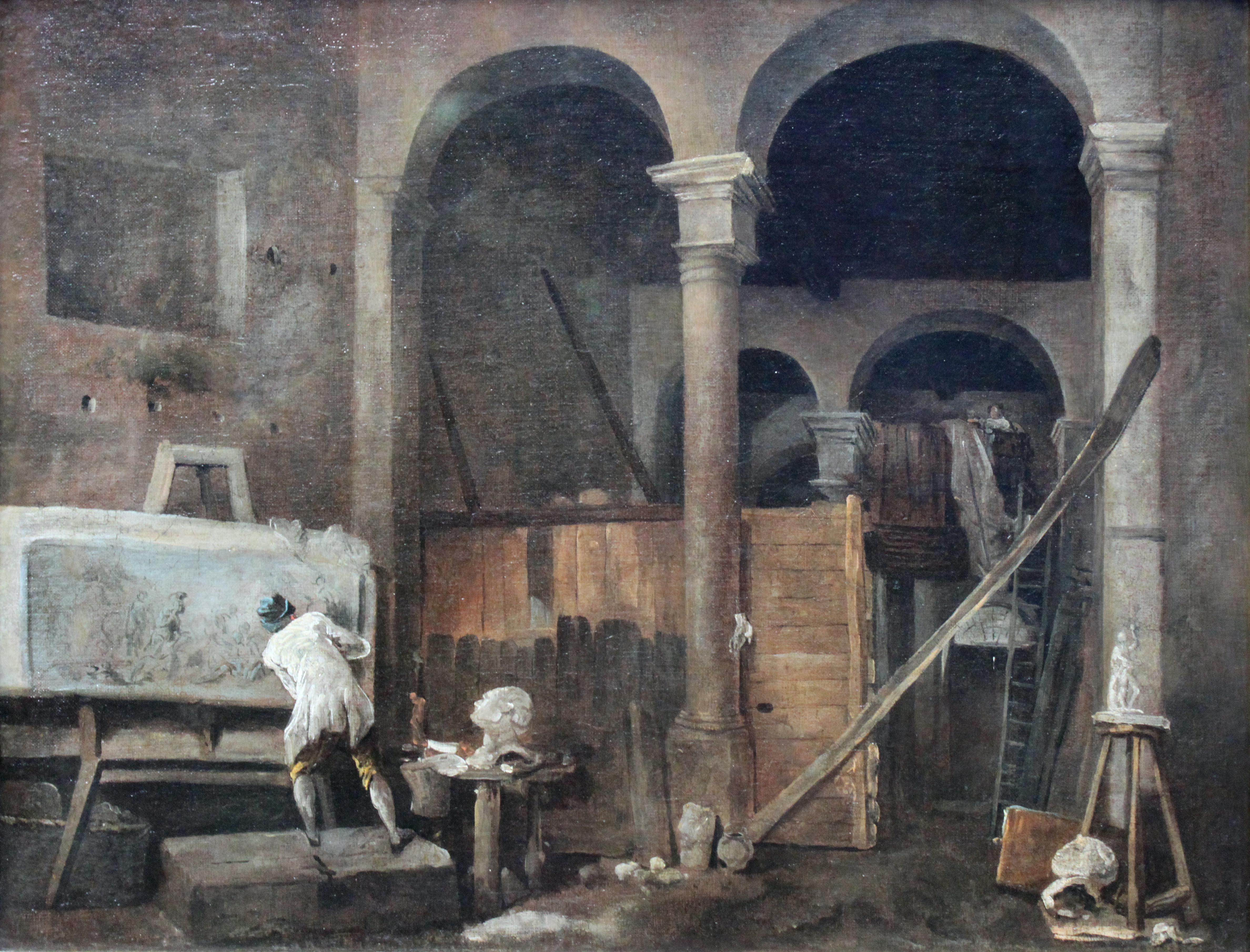
《예술가의 화실》, 1760년, 슈테델 미술관

로베르는 로마에서 무려 11년이라는 긴 시간을 보냈다. 로마 프랑스 아카데미의 젊은 예술가들이 하숙하던 펜션이 없어진 후, 로베르는 1760년 4월 그를 나폴리로 데려가 폼페이 유적지를 방문하게 한 장클로드 리처드 등 예술품 감정가들을 위해 제작한 작품으로 생계를 이어갔다. 왕실 건물인 베티멍 뒤 루아의 책임자였던 마히니 후작은 로마 프랑스 아카데미의 책임자이자 하숙하던 젊은 예술가들에게 자연에서 야외 스케치를 그리도록 했던 샤를조제프 나투아르와의 서신을 통해 로베르의 발전 상황을 파악했는데, 로베르는 충고를 받을 필요가 없었고 스케치북에 그림을 그리며 빌라 데스테, 카프라롤라 등 그의 여행기를 기록했다.

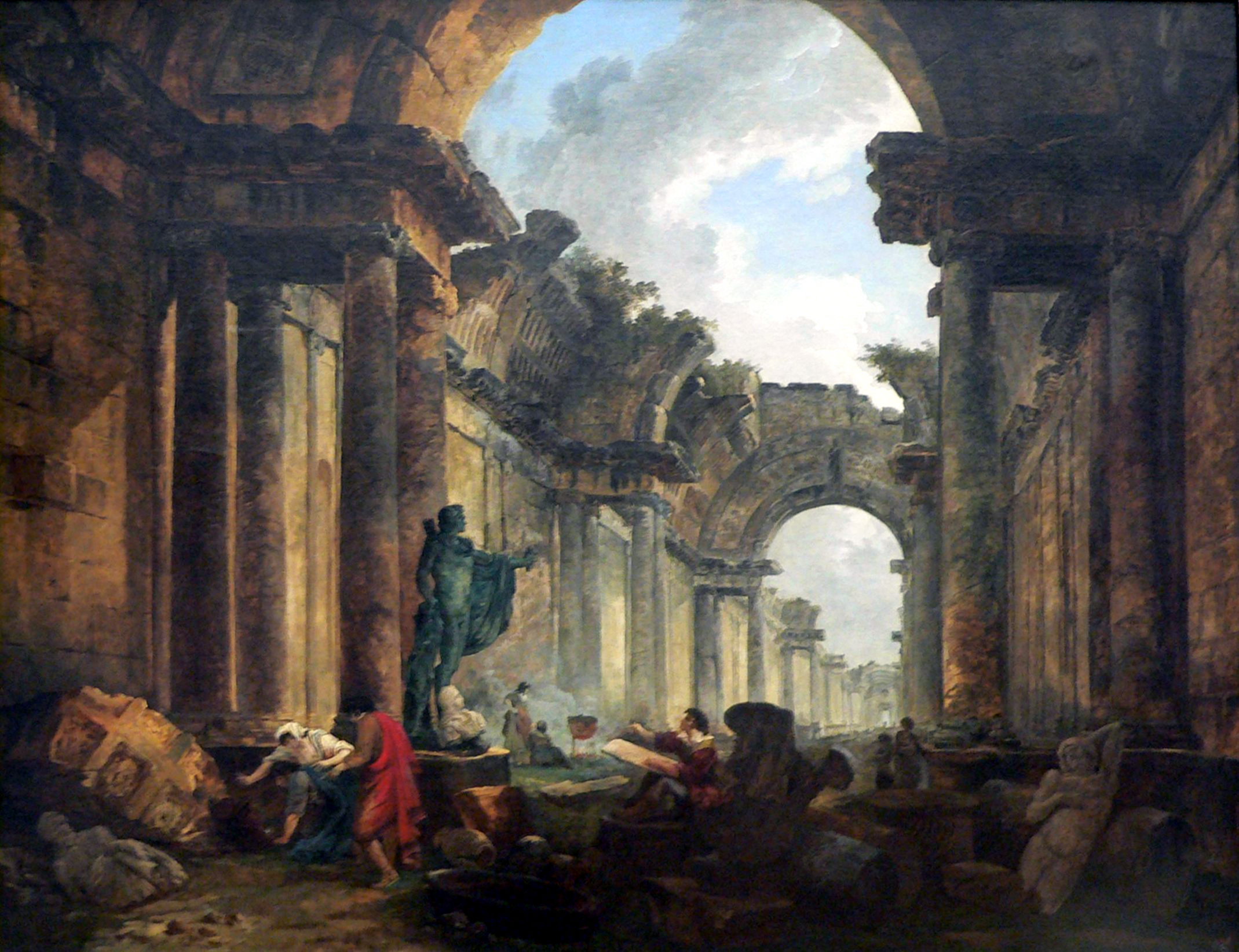
《폐허가 된 루브르 회랑의 상상도》(Vue imaginaire de la galerie du Louvre en ruine), 캔버스에 유채, 1796년, 루브르 박물관

고대 로마의 폐허와 당시 삶 사이의 대조는 그의 가장 큰 관심을 불러일으켰다. 그는 조반니 파올로 파니니의 스튜디오에서 잠시 일했는데, 그의 영향은 폐허가 된 《폐허가 된 루브르 회랑의 상상도》(Vue imaginaire de la galerie du Louvre en ruine)로 확인할 수 있다. 로베르는 피라네시의 서클에서 젊은 예술가들과 함께 시간을 보냈는데, 낭만적으로 무성한 유적지의 카프리치가 그에게 큰 영향을 미쳐 그는 유적지의 로베르(Robert des ruines)라는 별명을 얻게 되었다. 그가 로마에서 모은 스케치와 그림 앨범은 그가 경력 내내 그림으로 작업한 모티브를 제공했다.
1767년 로베르는 콜로세움 벽에 자신의 이름을 새겼다고 전해진다.

### 파리에서
1765년 파리로 돌아온 그는 빠르게 성공을 거두었다. 그 다음 해에 그는 로마 카프리치오 작품인 《고대와 현대의 다양한 건축 기념물로 장식되어 있는 로마 항구》로 왕립 회화 조각 아카데미에서 환영을 받았다. 1767년 파리 살롱에서 시작된 로베르의 첫 번째 전시는 13점의 그림과 여러 점의 드로잉으로 구성되었으며, 이를 계기로 드니 디드로는 "폐허가 나에게 일깨워준 아이디어는 위대하다"고 평했다. 이후 로베르는 1802년까지 모든 살롱에서 작품을 선보였다. 그는 연이어 "왕의 정원 설계자", "왕의 그림 관리자", "박물관 관리자 겸 아카데미 의원"으로 임명되었다.

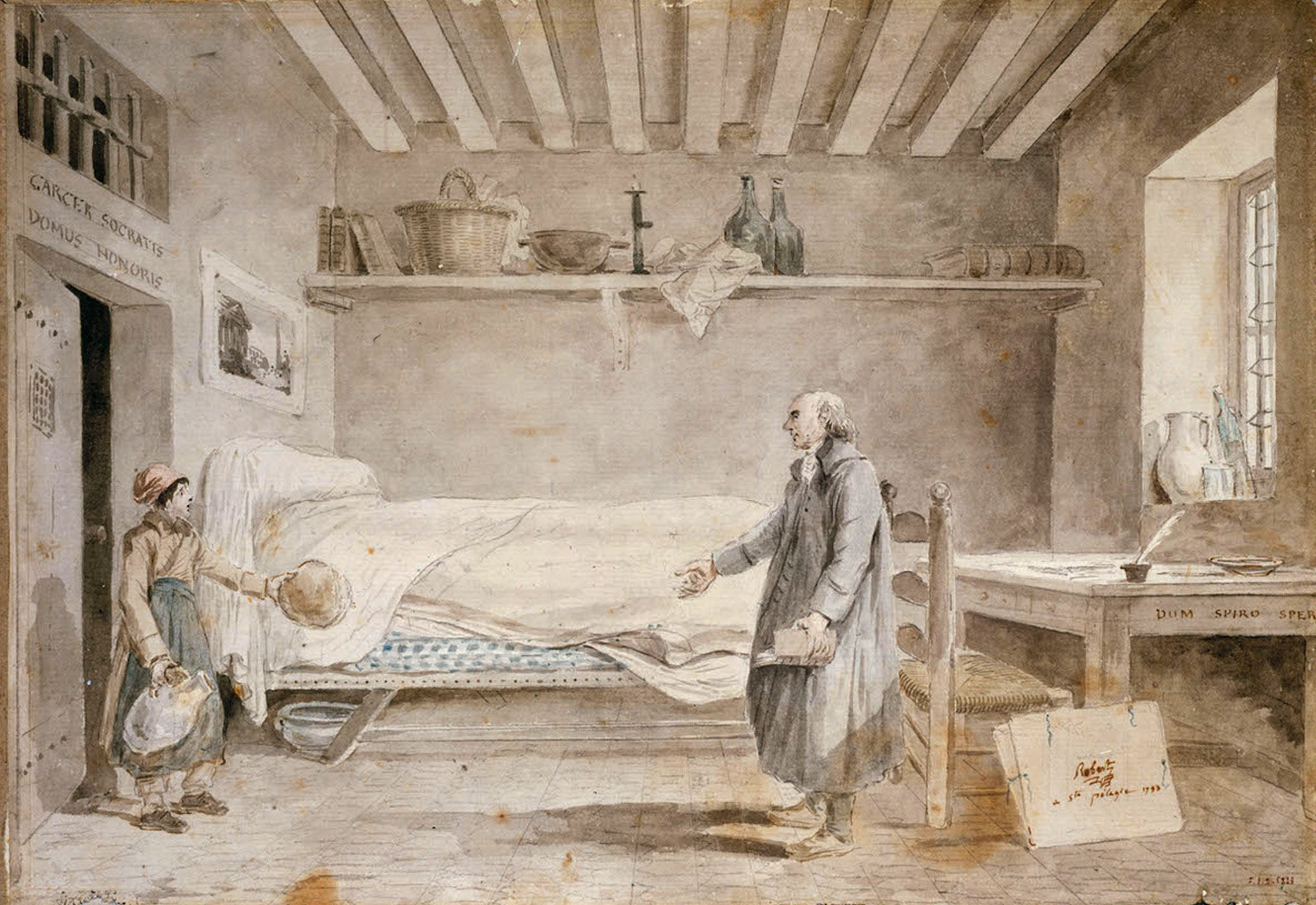
《감방 속의 예술가》, 1793년, 카르나발레 박물관

로베르는 1793년 10월 프랑스 혁명 중에 체포되었다. 그는 생팰라지 감옥과 생라자르 감옥에 구금되어 있던 10개월 동안 최소 53개의 이상의 많은 그림을 그렸으며 수많은 감옥 생활의 일화를 접시에 그렸다. 그는 로베스피에르가 몰락한 지 일주일 만에 풀려났다. 로베르는 비슷한 이름을 가진 다른 죄수가 실수로 단두대에 대신 오르게 되면서 간신히 처형을 피할 수 있었다.
그 후 로베르는 루브르 궁전의 새로운 국립 박물관을 담당하는 5인 위원회에 임명되었다.
혁명으로 인해 로베르의 작품 중 일부가 파괴되었다. 1799년경에 그린 그림 Péché Cardinal은 화재로 소실되거나 파괴된 것으로 추정된다. 로베르는 베르사유 궁전의 현재 가브리엘 계단 자리에 있는 새 부속 건물의 작은 극장 장식을 디자인했다. 약 500석 규모로 설계된 이 극장은 1785년 여름에 건설되어 1786년 초에 문을 열었다. 이 극장은 너무 오래되고 너무 작았지만 루이 필리프 시대에 파괴된 왕자 궁정 극장을 대체하여 일반 궁정 극장으로 사용할 계획이었다. 로베르의 디자인 수채화는 파리의 국립 기록 보관소에 보관되어 있다.
로베르는 1808년 4월 15일 74세의 나이에 뇌졸중으로 사망했다.

## 작품 성향과 유산

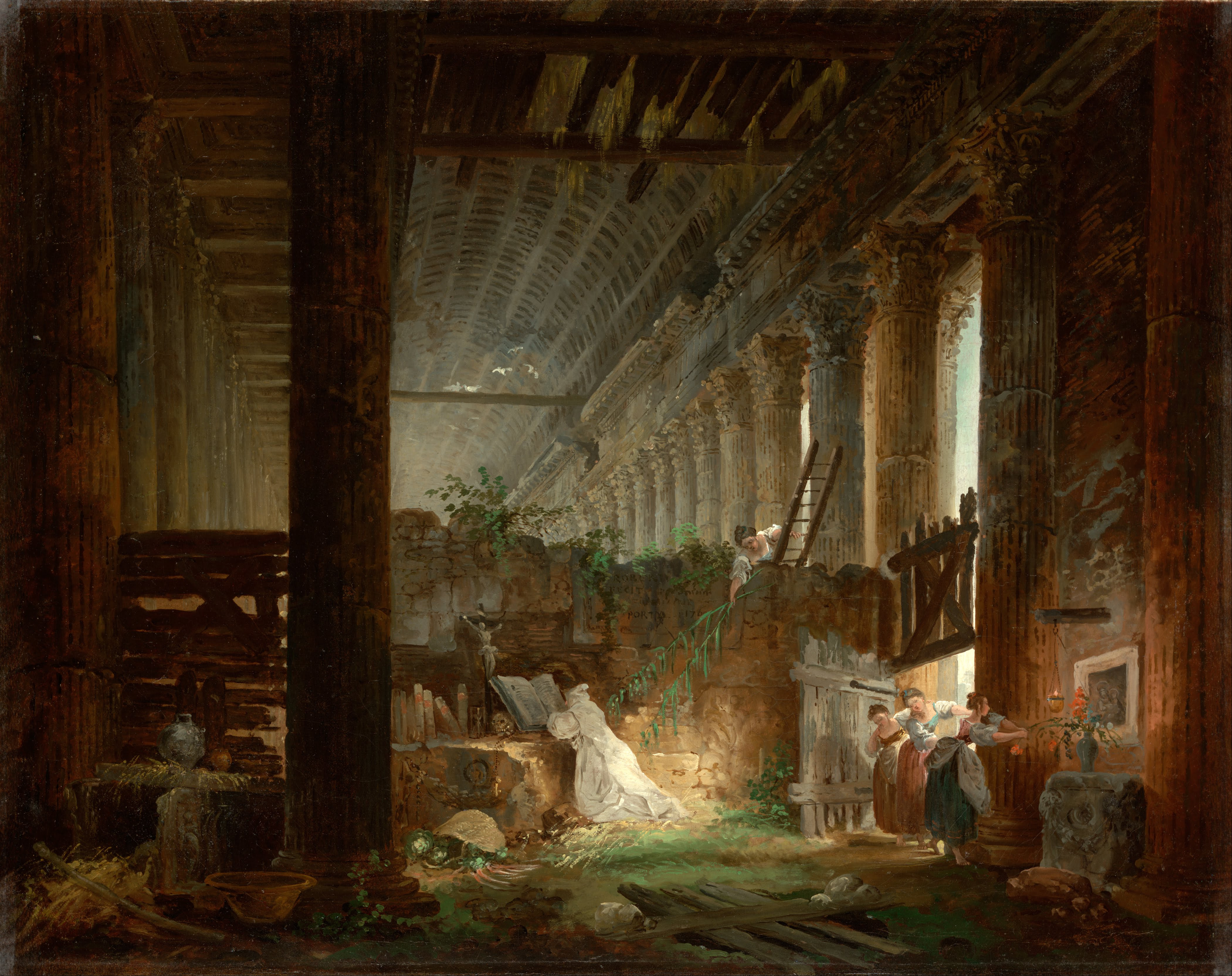
《로마 사원 폐허에서 기도하는 은둔자》, 1760년경, 캔버스에 유채, 게티 센터

방대한 양의 그의 작품은 아마 그림이 천 개, 밑그림이 만 개에 달할 것으로 추정된다. 로베르의 작품은 루브르 박물관에 9점이나 있으며, 다른 지방의 박물관이나 개인 소장품에서도 그의 작품을 종종 찾아볼 수 있다. 볼테르가 페르네이 극장의 장식을 로베르에게 맡긴 것을 보면 로베르가 무대 장치적인 특질을 다소 지니고 있었다는 것을 짐작할 수 있다.
로베르는 1760년 즈음 프라고나르와 함께 나폴리를 방문했던 장클로드 리처드에 의해 많은 작품을 만들었다. 이탈리아에서는 샤틀랭, 리나르, 르 보 등이 그의 작품을 자주 재현했다.
로베르는 자신의 작품 속  피사체를 생동감 있고 요령 있게 다룬 것으로 유명하다. 작은 이젤 그림이나 거대한 장식을 쉽게 그리는 그는 한번의 칠하기로 마무리하는 알라 프리마 기법을 사용하여 빠르게 작업했다. 예술가로서의 끊임없는 활동과 더불어 그의 대담한 성격과 수많은 모험 정신은 대중의 찬사와 동정을 불러일으켰다. 시인 자크 델릴은 《상상력》(L'Imagination)이라는 시의 네 번째 칸토에서 로베르가 지하 묘지에서 길을 잃었을 때 그의 기적적인 탈출을 축하했다.

## 로베르의 고풍스러운 정원

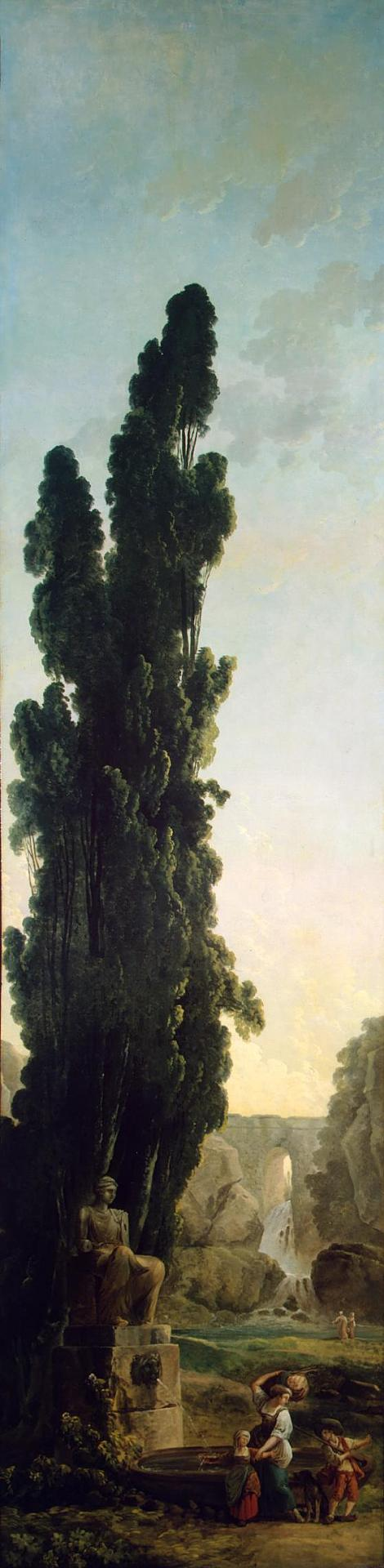
《사이프러스 나무》, 1773년, 에르미타시 박물관

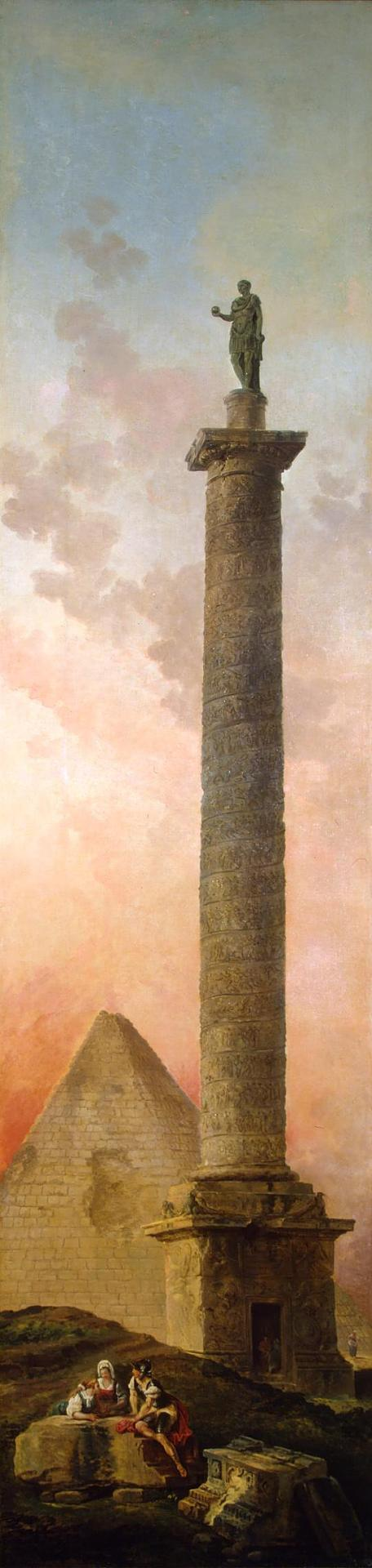
《승리 기념비》, 1773년, 에르미타시 박물관

진취적이고 다작을 했던 위베르 로베르는 현대의 아트 디렉터와 유사한 역할도 맡았는데, 귀족 고객들을 위해 황폐해진 정원을 세련되게 구상하는 일을 했다. 그는 에름농빌에서 작업했을 가능성이 있으며, 이곳에서는 풍경화집 Compositions des paysages (1777)의 저자이자 뚜렷한 정원관을 지닌 지라르댕 후작(Marquis de Girardin)을 위해 건축가 장마리 모렐과 협업했을 것으로 추정된다. 또한 로베르는 에름농빌에서 철학자 장자크 루소의 무덤을 설계하기도 했다. 1786년에 로베르는 그의 가장 중요한 후원자이자 금융가인 장조제프 드 라보르드(Jean-Joseph de Laborde)와 함께 메레빌에서 협업을 시작했다. 라보르드는 프랑수아조제프 벨랑제의 설계가 지나치게 값비싸고 형식적이라고 느껴 로베르와 협업하게 되었다.
마리 앙투아네트의 ‘수석 건축가’ 리샤르 미크가 주도한 프티 트리아농의 비형식적 조경 정원 조성과 프티 하모(petit hameau)의 연출과 관련하여 로베르의 이름은 늘 거론된다. 로베르가 정원 설계에 기여한 방식은 실제의 구체적 설계도 작성보다는, 연출하고자 하는 분위기에 대한 영감과 개념을 제공하는 것이었다. W.H. 애덤스에 따르면 에름농빌과 메레빌 모두에서 “로베르의 회화는 정원을 기록하기도 했지만 동시에 영감을 주기도 했다.” 1787년 메레빌을 위해 그린 네 점의 대형 폐허 판타지 회화들은 정원과의 직접적인 연결 고리를 찾기 어렵지만, 친구 클로드앙리 와틀레(Claude-Henri Watelet)의 정원 물랭 졸리(Moulin Joly)를 묘사한 로베르의 그림에서는 이미 1754년부터 조성되어 온 정원의 무르익은 분위기가 전해진다. 또한 그는 바가텔(Bagatelle)을 위해 여섯 점의 이탈리아풍 풍경 패널을 그렸으나, 그것들은 벨랑제가 설계한 간결한 잔디 화단과 정돈된 숲 사이의 정형 정원과는 관련이 없다. 바가텔의 후속 조경 확장은 스코틀랜드 출신 정원사 윌리엄 블레이키(William Blaikie)에 의해 진행되었다. 1774년부터 시작된 베르사유 궁전의 공원 재조성(난방용 장작으로 팔기 위해 나무를 베는 작업)의 장면을 그린 로베르의 의뢰 회화는 그 사건을 알레고리적으로 담아낸 기록이기도 하다. 그는 베르사유 공원 안 숲속에 자리 잡은 '아폴론의 목욕탕(Bains d’Apollon)'의 동굴과 폭포의 개념 설계에 대해서는 보다 확실하게 관여한 것으로 보이며, 이곳은 프랑수아 지라르동의 조각 《님프들에게 시중 받는 아폴론》(Apollo Attended by Nymphs)을 안치하기 위해 조성되었다.

## 작품

### 종이에 그린 작품

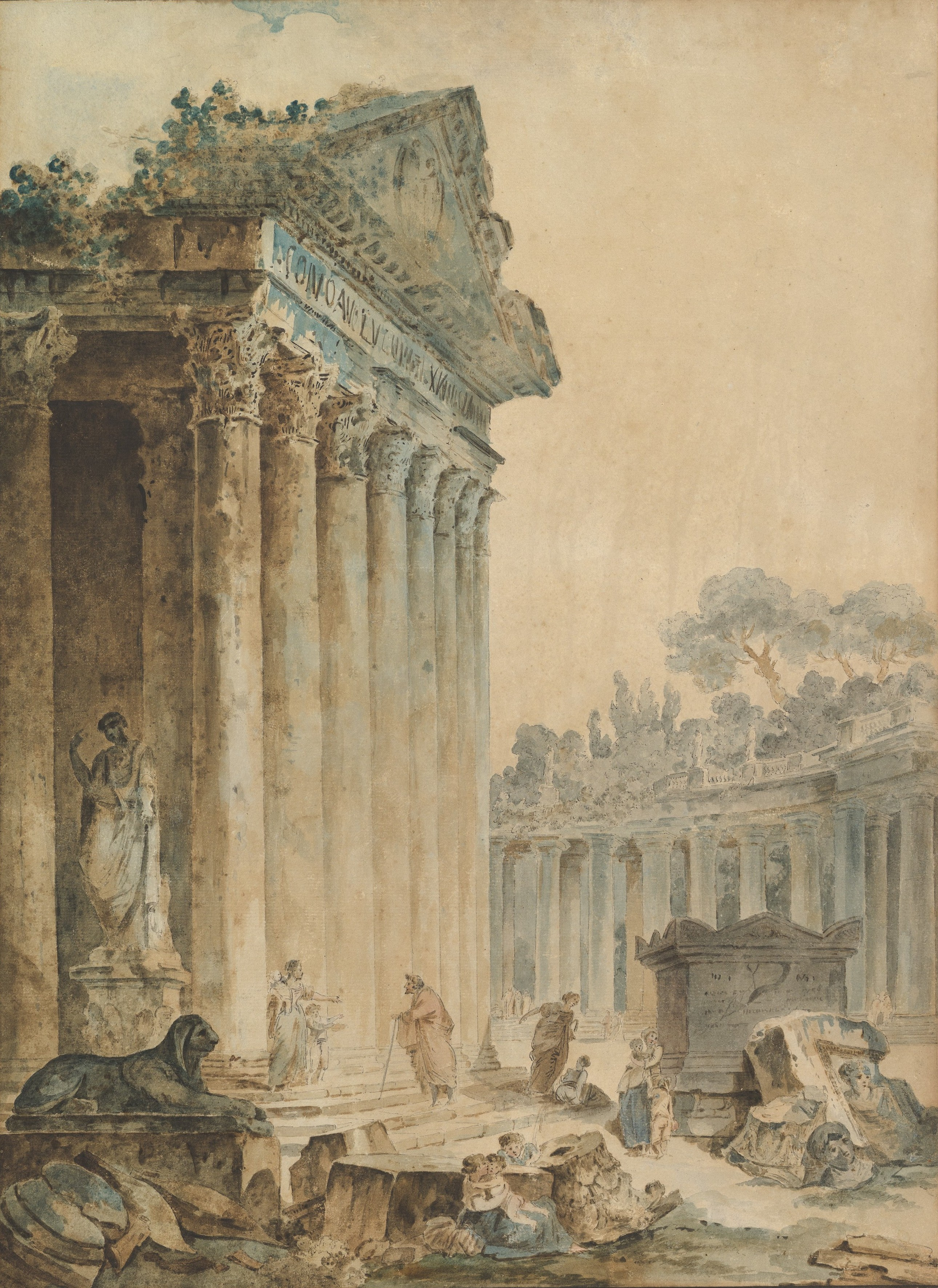
《카프리치오》, 1756년경, 메트로폴리탄 미술관
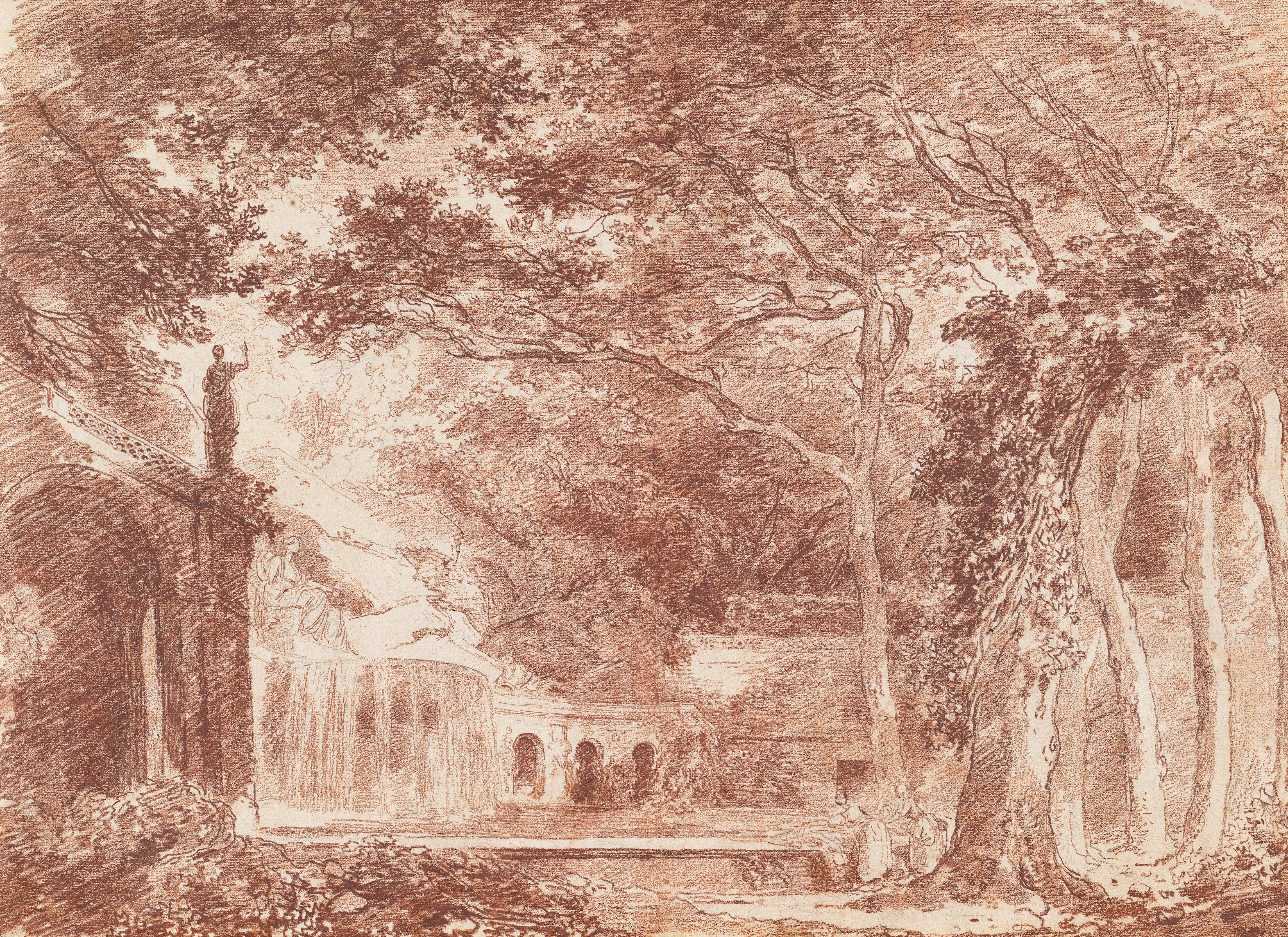
《티볼리 빌라 데스테 정원의 타원형 분수》,  1760년, 32.7 x 45 cm., 내셔널 갤러리 오브 아트
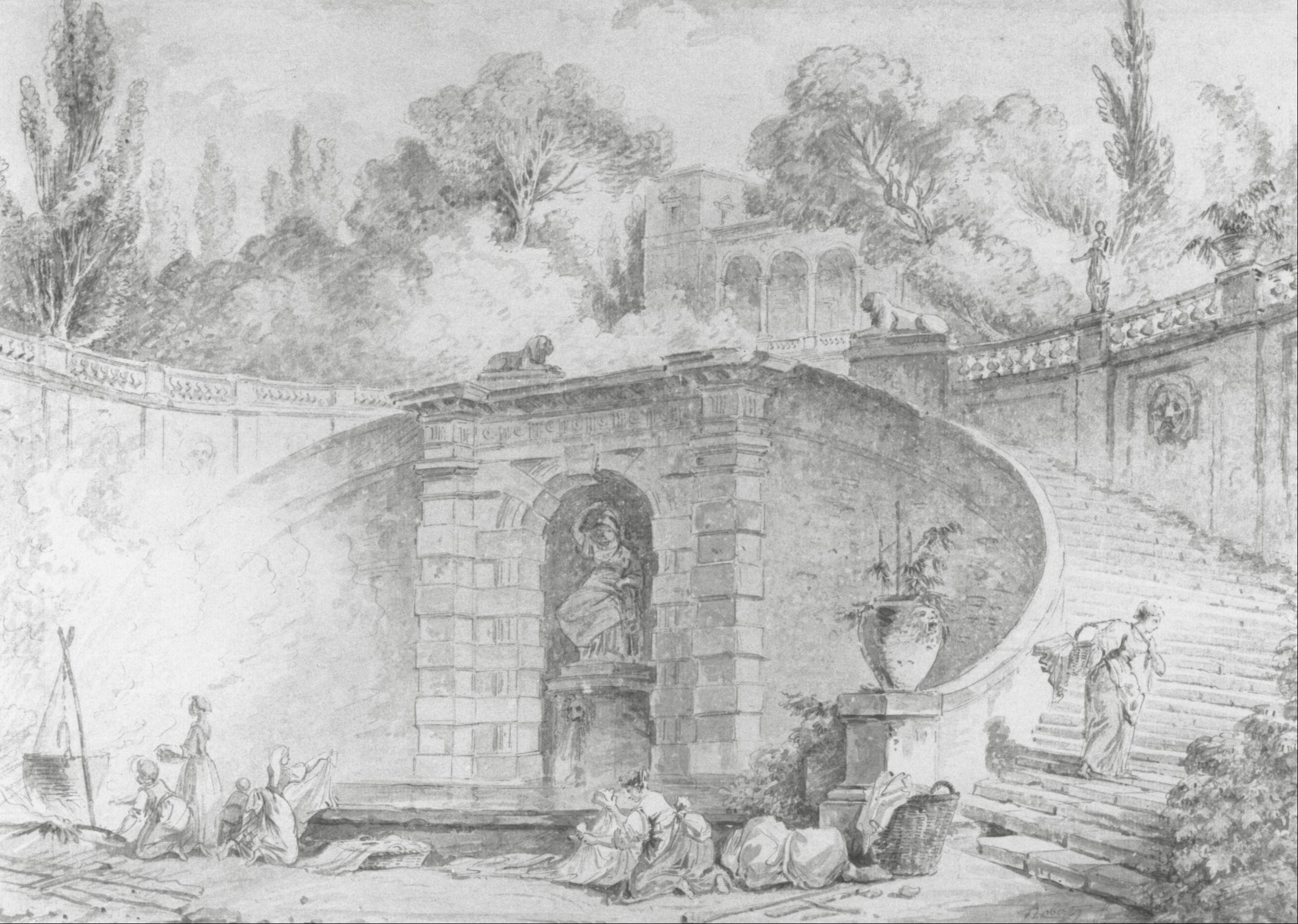
《큰 계단》, 1761년경~1765년경, 45 x 32.3 cm., 펜과 잉크, 물감, 수채화, 분필 , 휴스턴 미술관
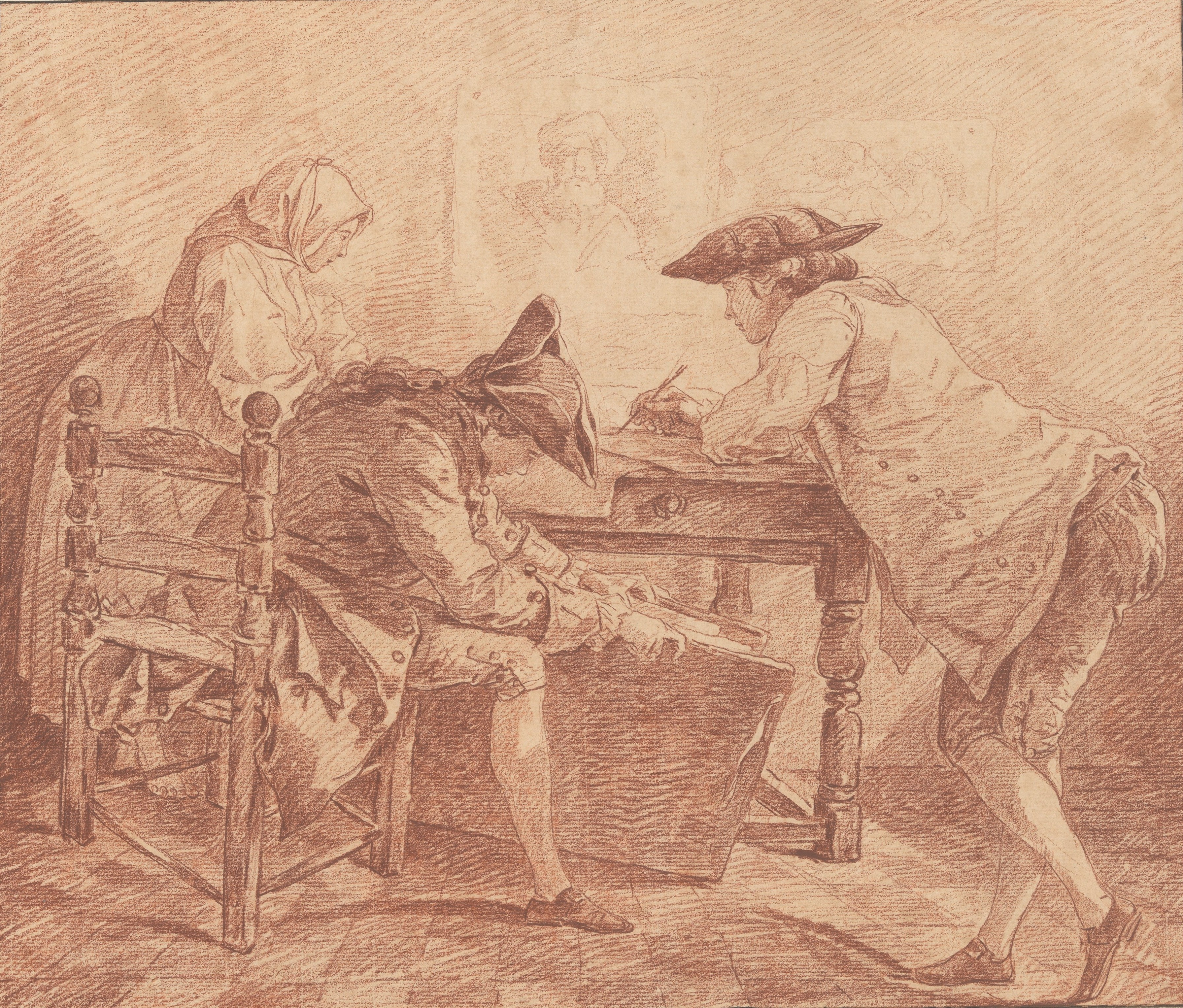
《스튜디오의 젊은 예술가들》, 1763년경~1765년, 분필로 그린 그림, 35.2 x 41.2 cm., 메트로폴리탄 미술관
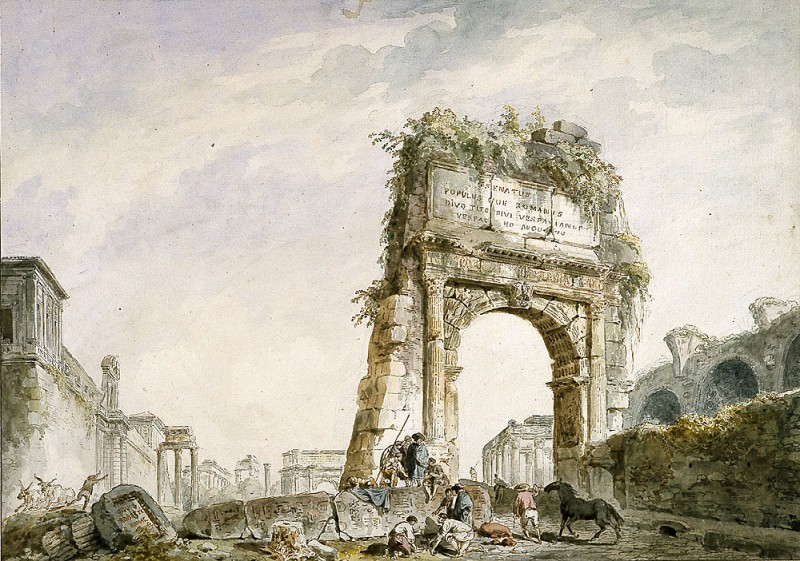
《로마의 티투스 개선문》, 1760년대, 수채화, 35 x 49.5 cm., 차르토리스키 미술관
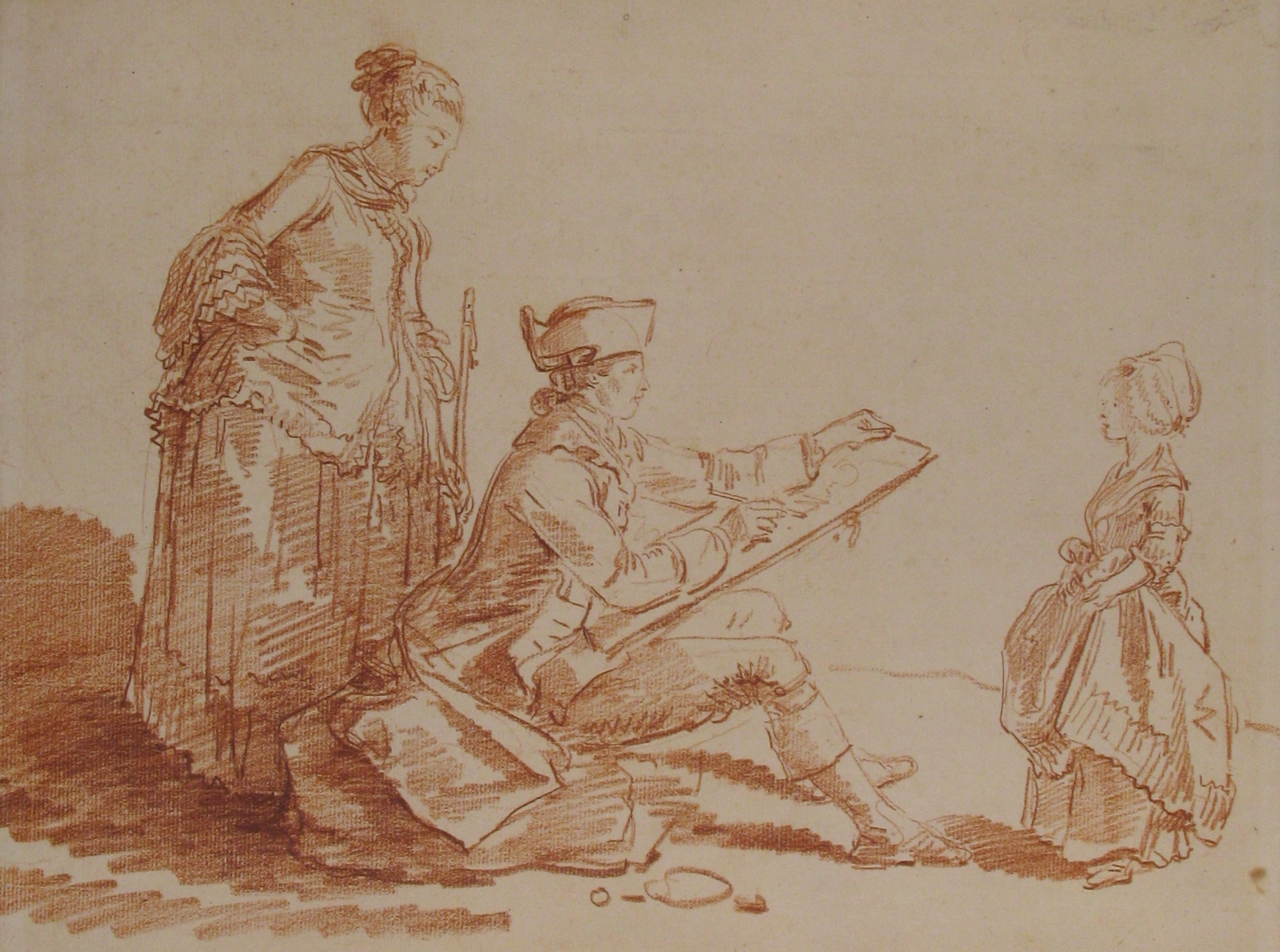
《어린 소녀를 스케치하는 예술가》, 1773년경, 붉은 분필, 25.5 x 33.8 cm., 메트로폴리탄 미술관
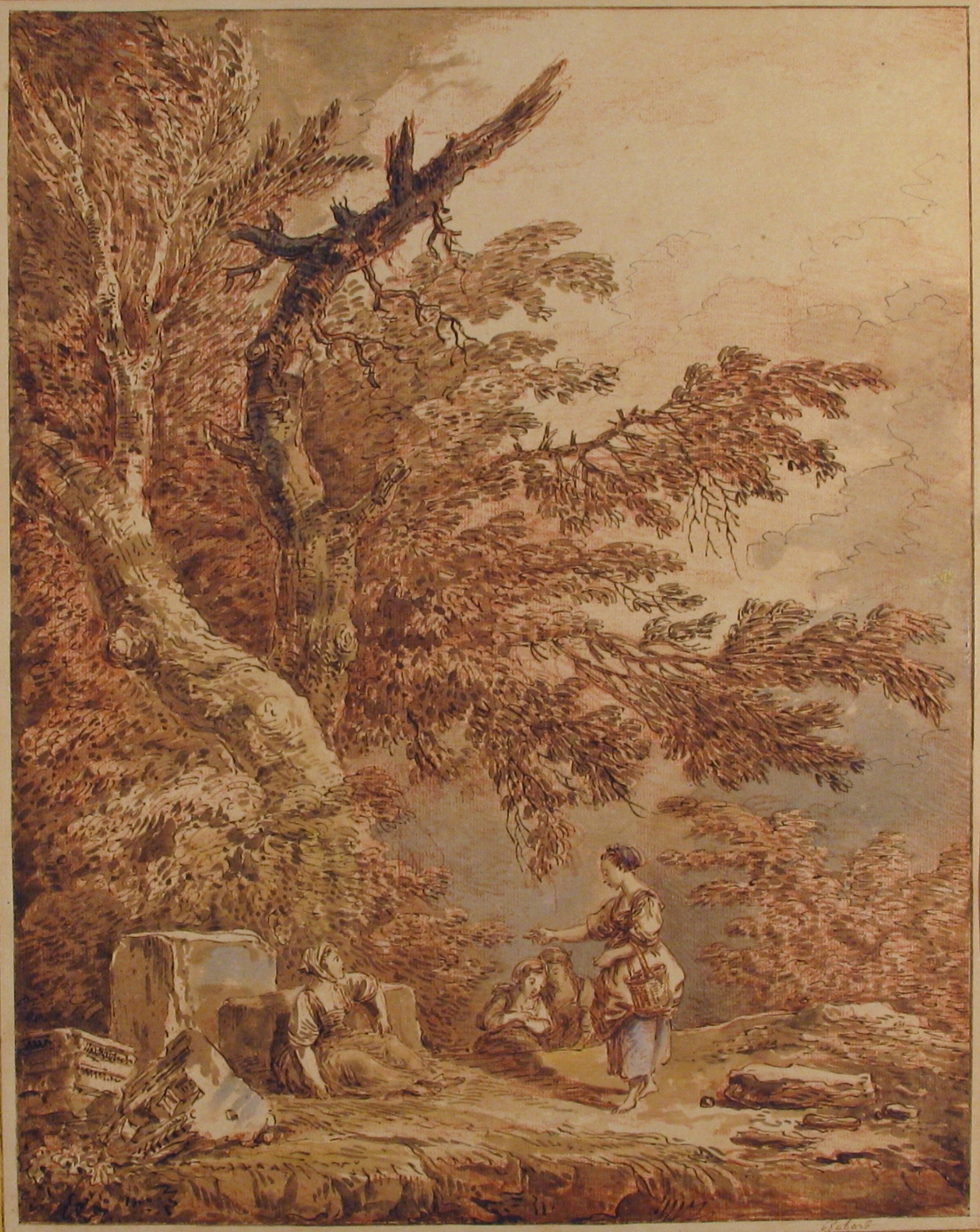
《풍경 속의 여성들》, 1773년경, 잉크, 물감, 분필, 36.6 x 28.7 cm., 메트로폴리탄 미술관
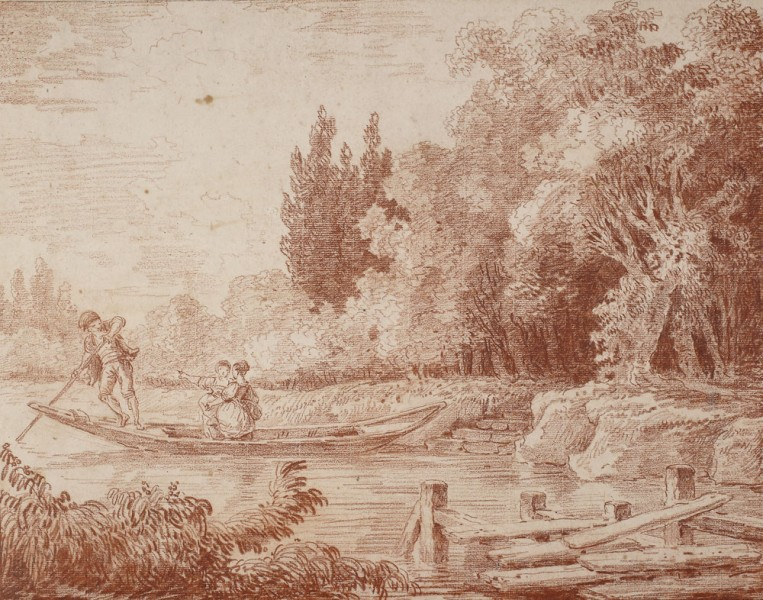
《보트 여행》, 1774년, 붉은색, 28.9 x 36.5 cm., 바르샤바 국립미술관
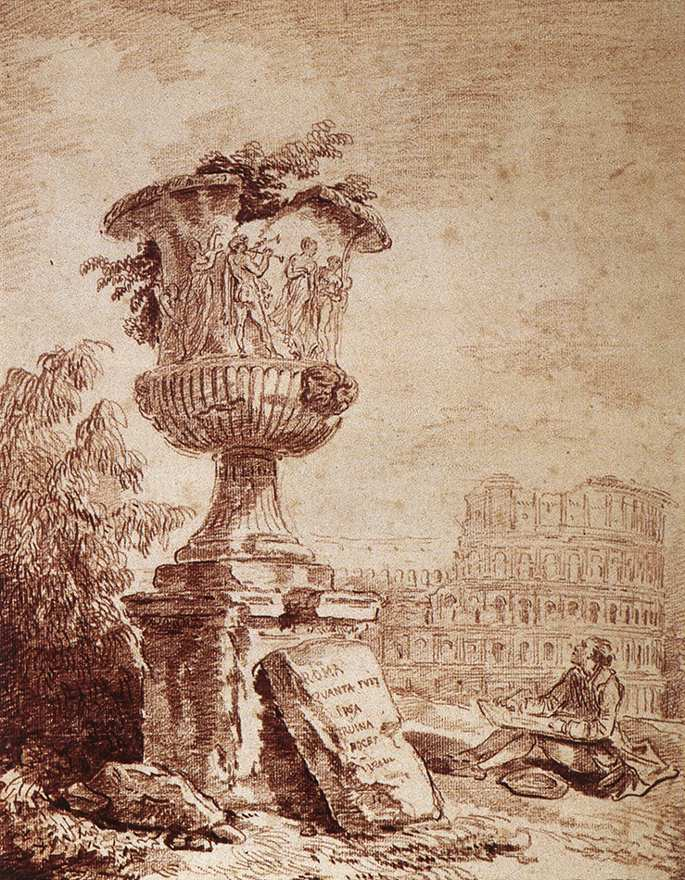
《보르게세 꽃병의 제도가》, 1775년경, 분필, 36.5 x 29 cm., 발렌시아 미술관
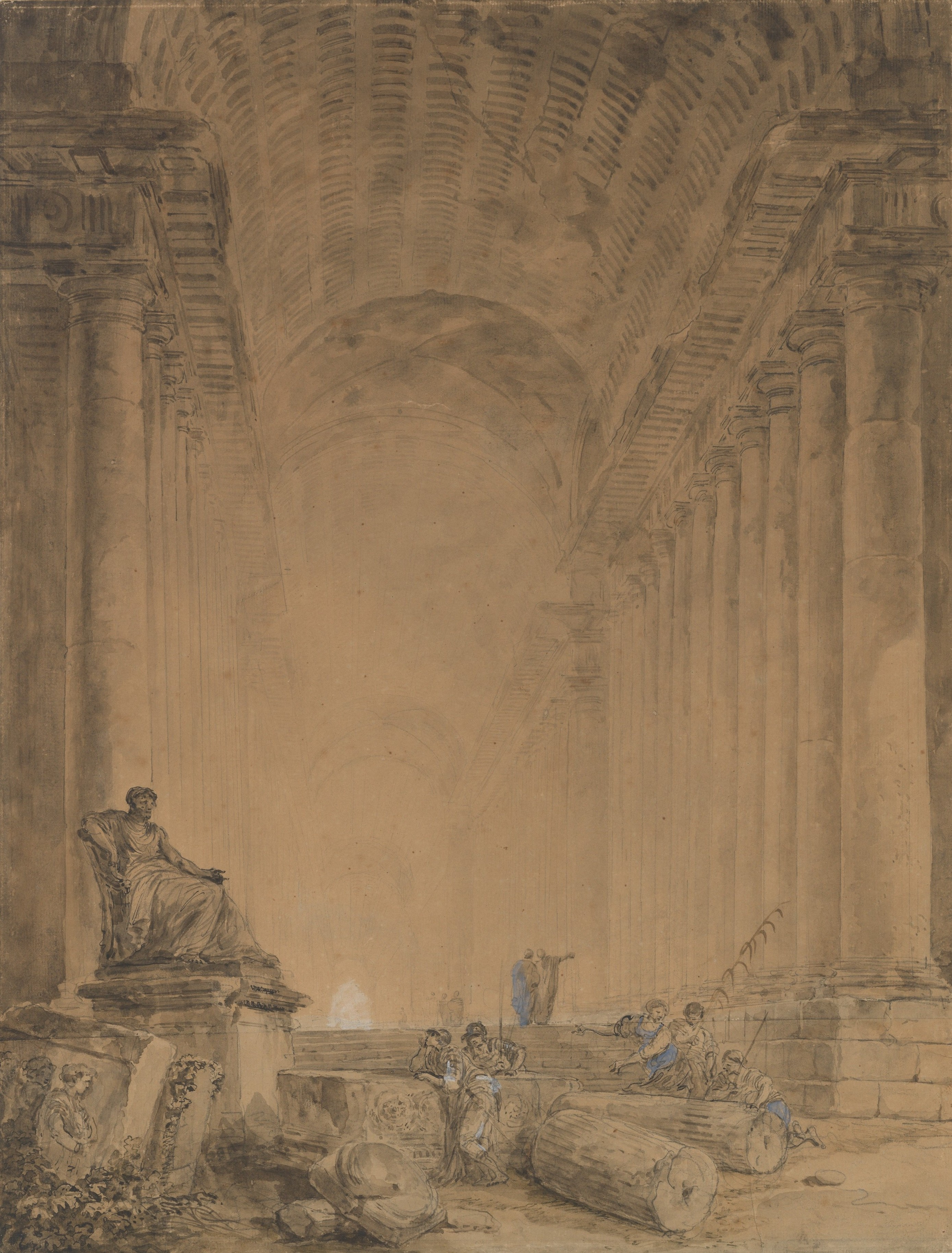
《기둥에 있는 인물상》, 1780년경, 잉크, 물감 및 분필, 58.6 x 44.7 cm., 메트로폴리탄 미술관
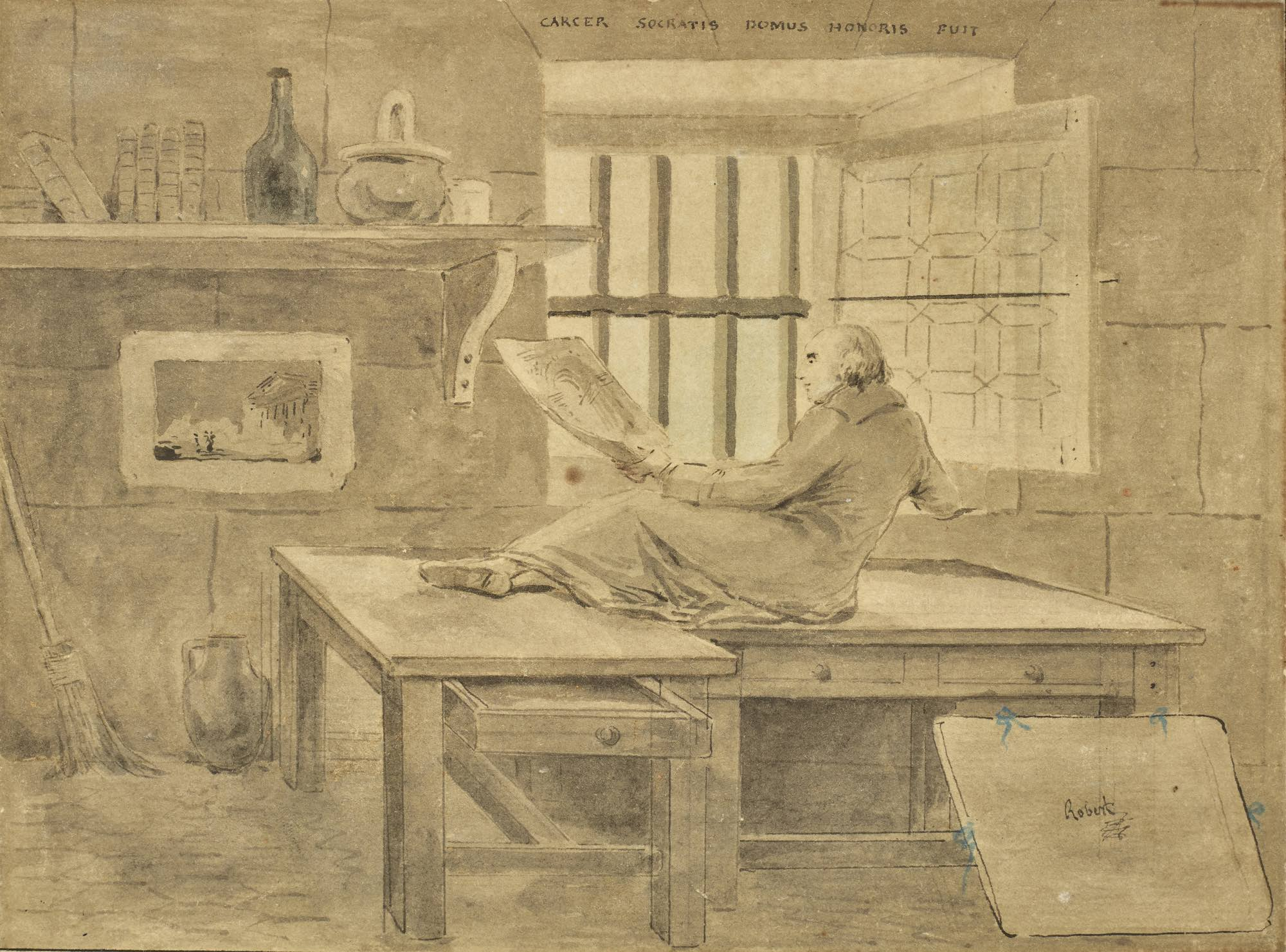
《감옥에 있는 자화상》, 1793년경~1794년, 잉크, 물감, 수채화 및 분필, 17.6 x 23.8 cm., 갤러리 코아탈렘

### 유화

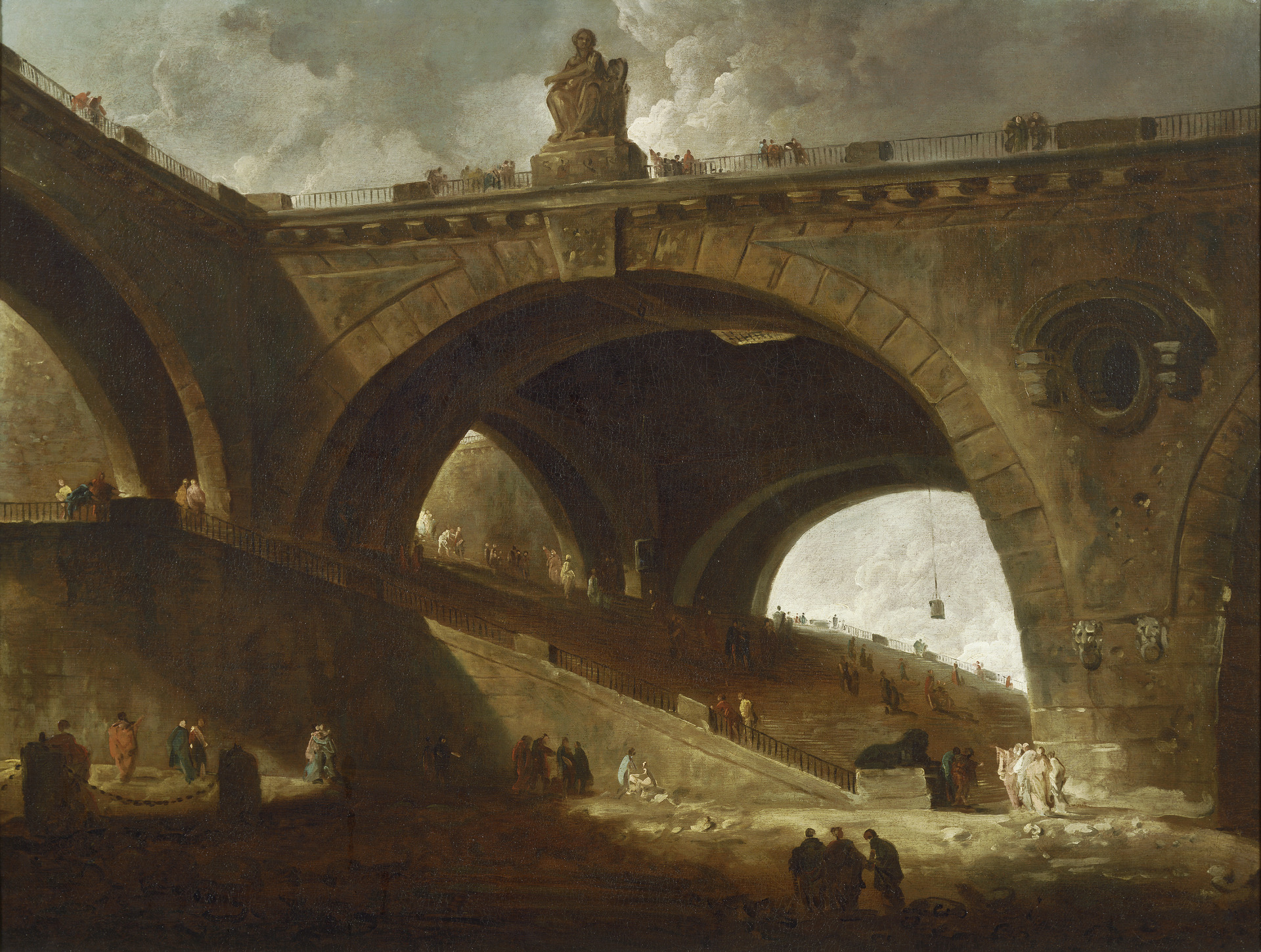
《오래된 다리》, 1760년, 예일대학교 미술관
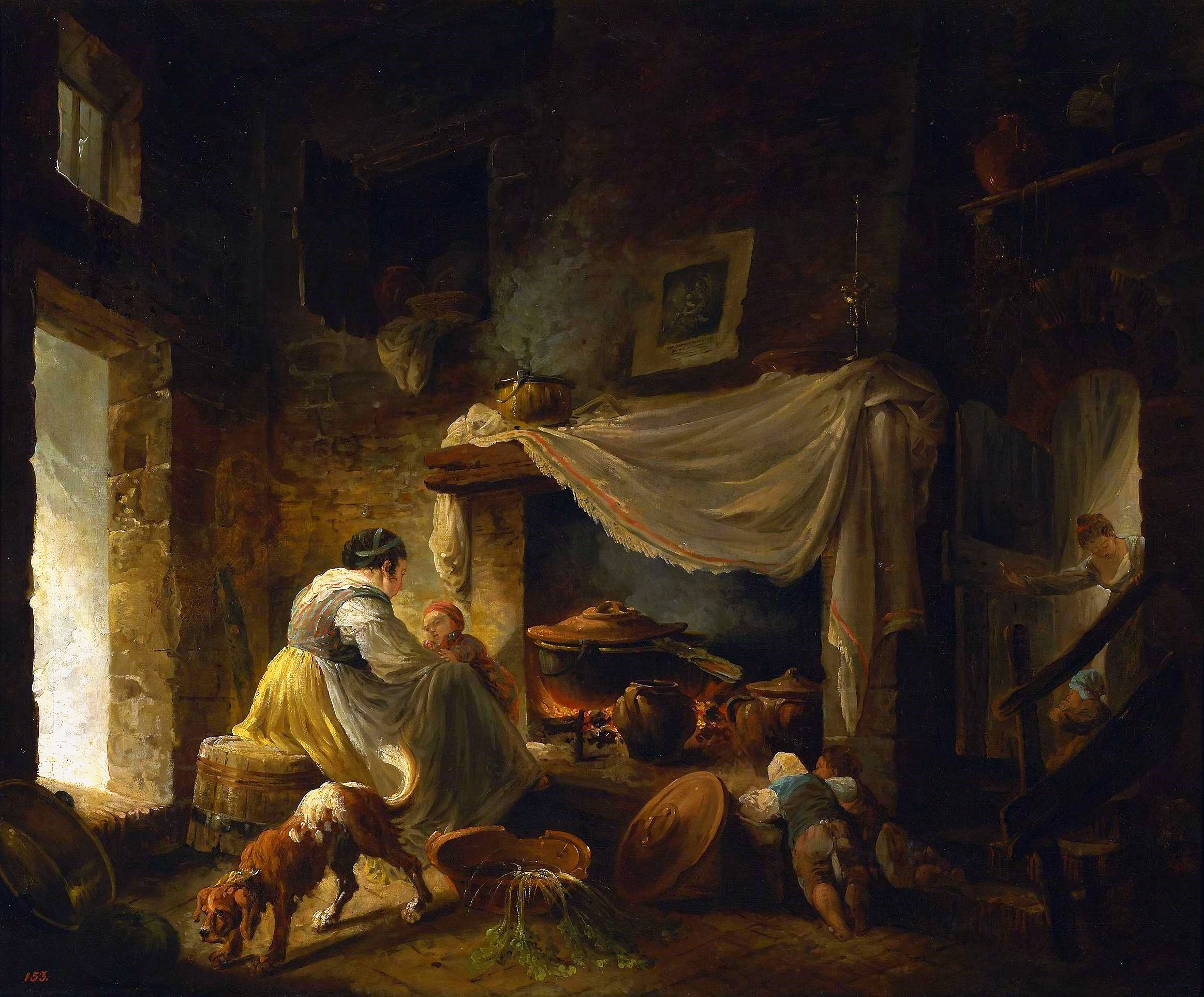
《이탈리안 키친》, 1760년경~1767년, 바르샤바 국립미술관
《감옥의 연설자》, 1760년대, 스웨덴 국립미술관
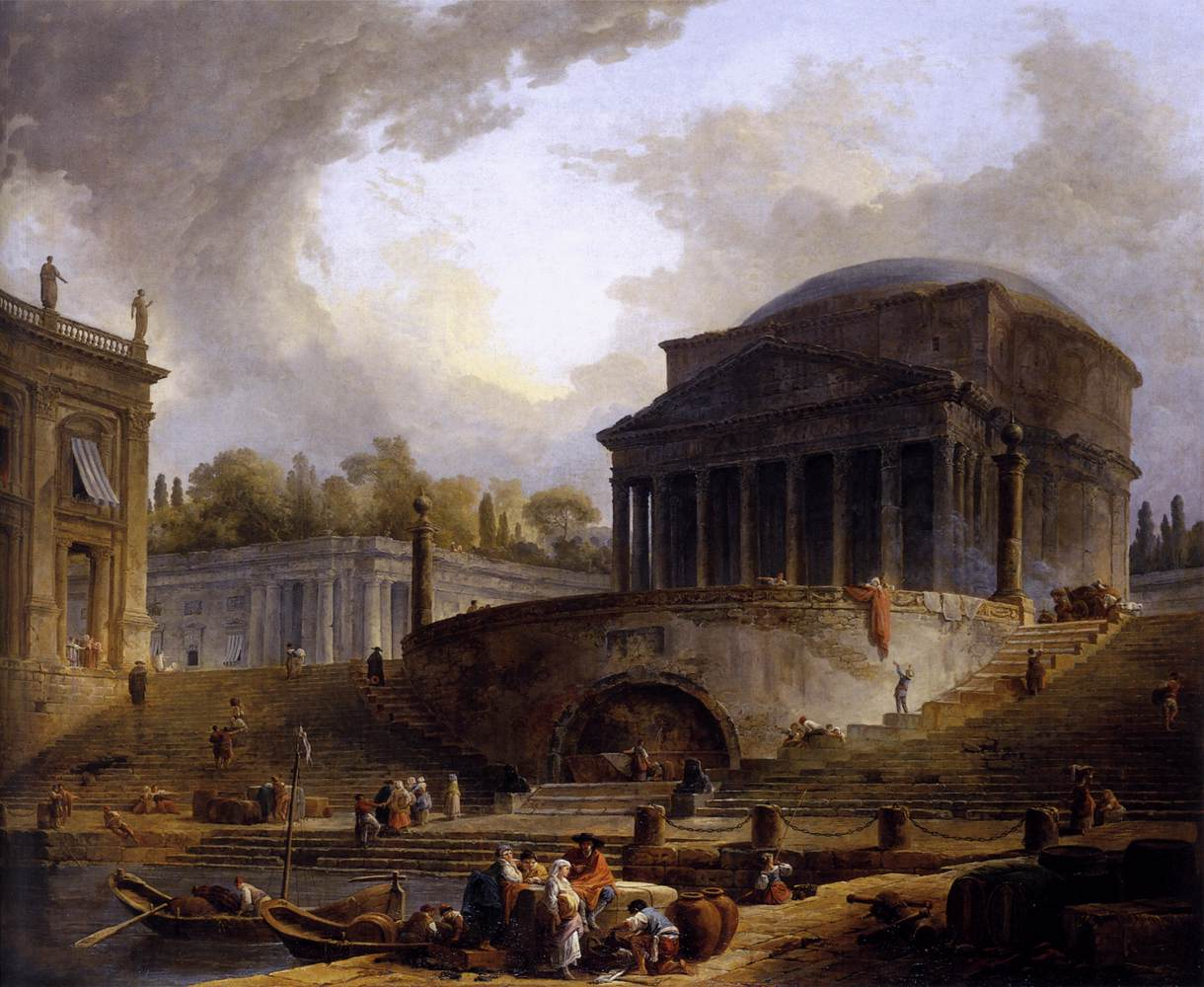
《리페타의 풍경》, 1766년, 파리 보자르
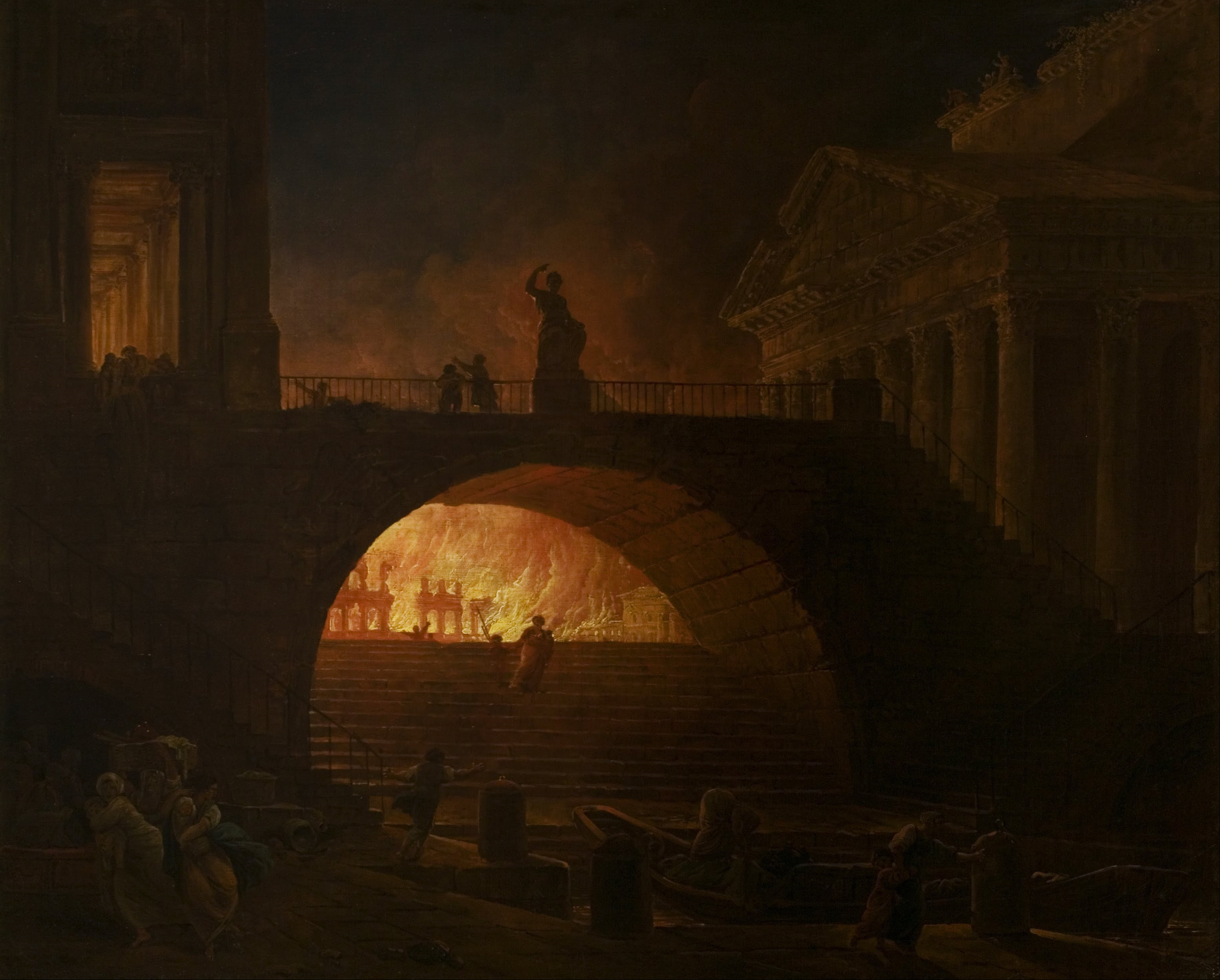
《로마의 화재》, 1771년경, 75.5 x 93cm, 앙드레 말로 현대 미술관
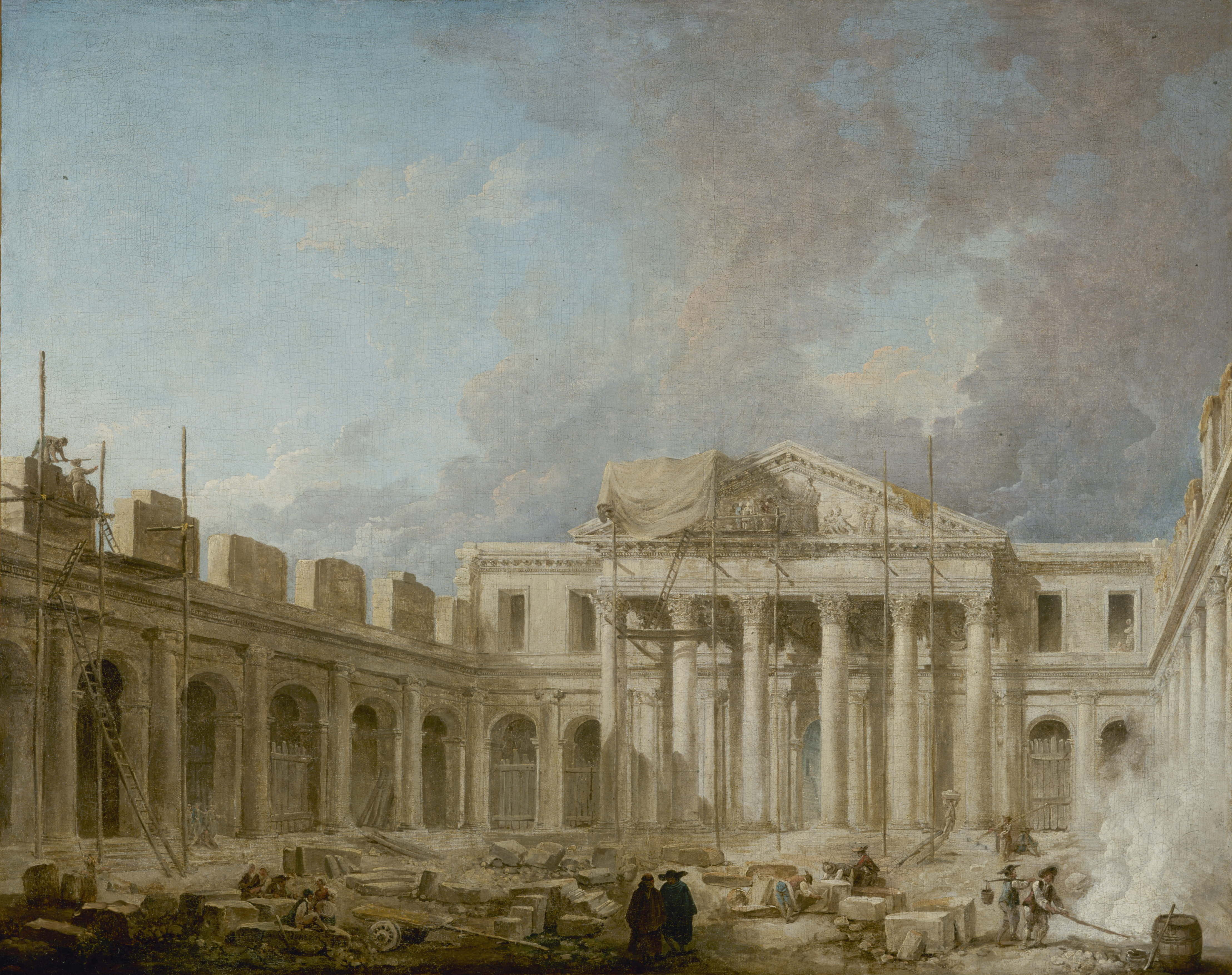
《건설중인 École de Chirurgie》, 1773년, 카르나발레 박물관
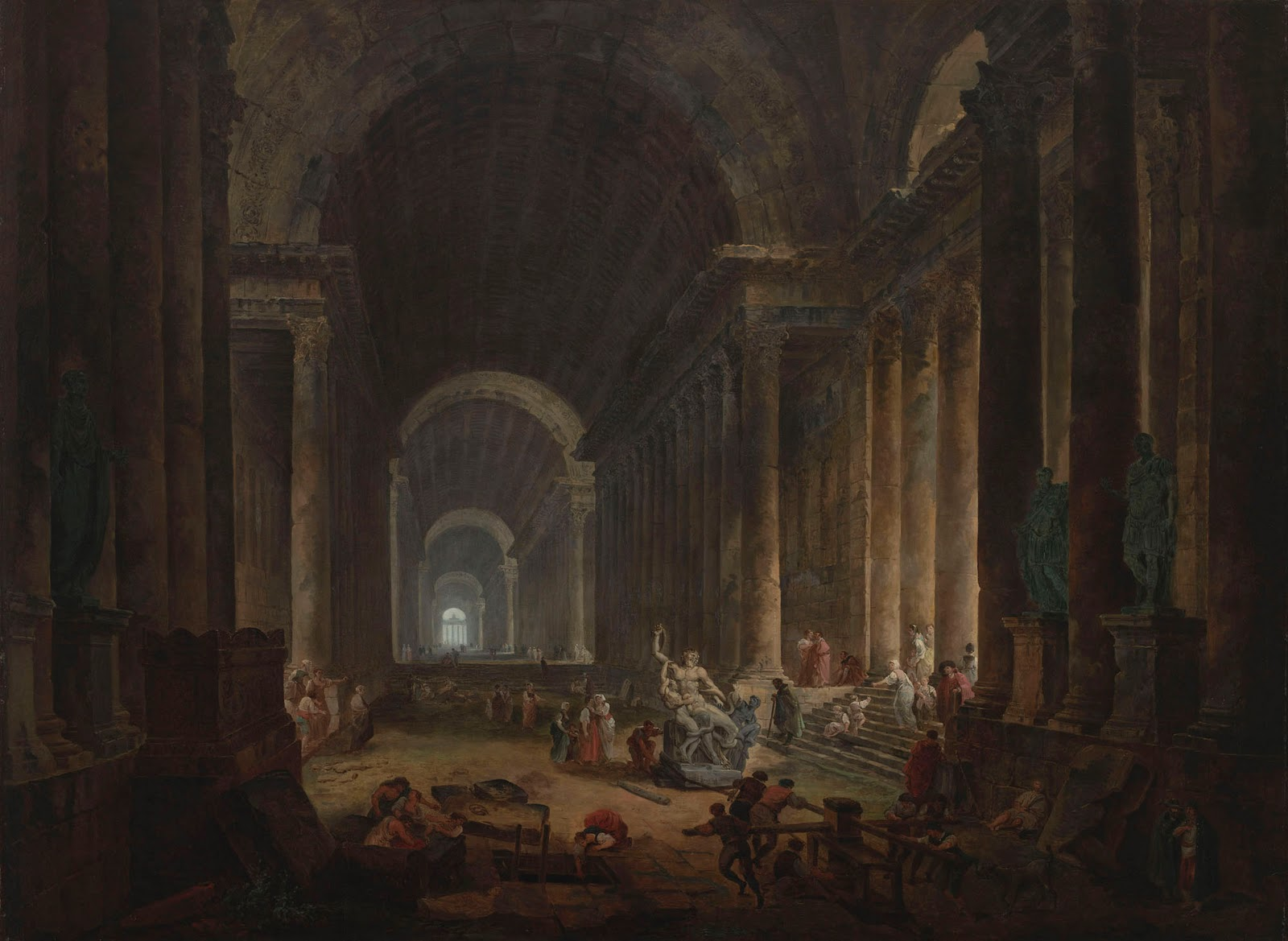
《라오콘의 발견》, 1773년, 119.3 x 162.5cm, 버지니아 미술관
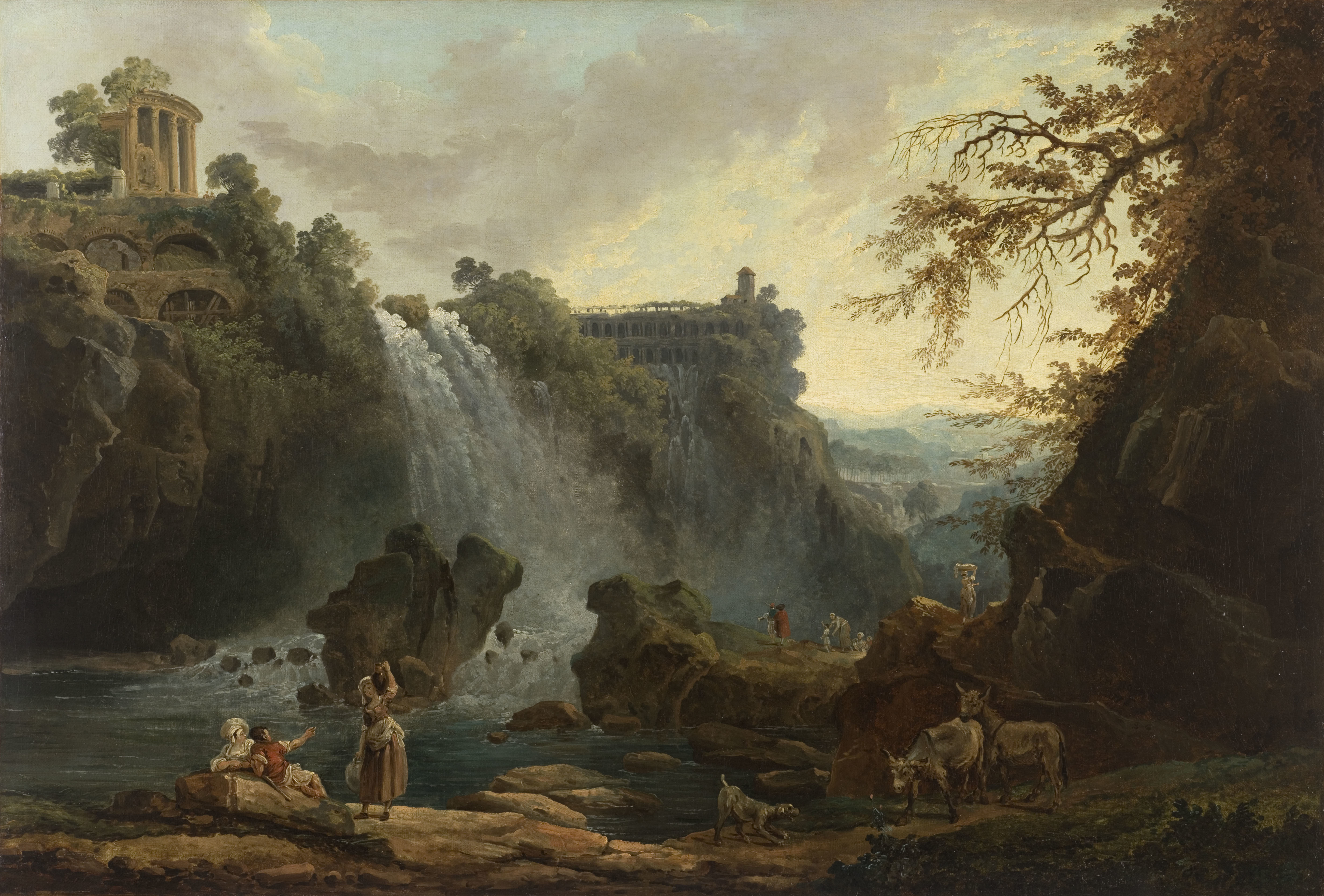
《티볼리 폭포》, 1776년, 50 x 74cm, 프티 팔레
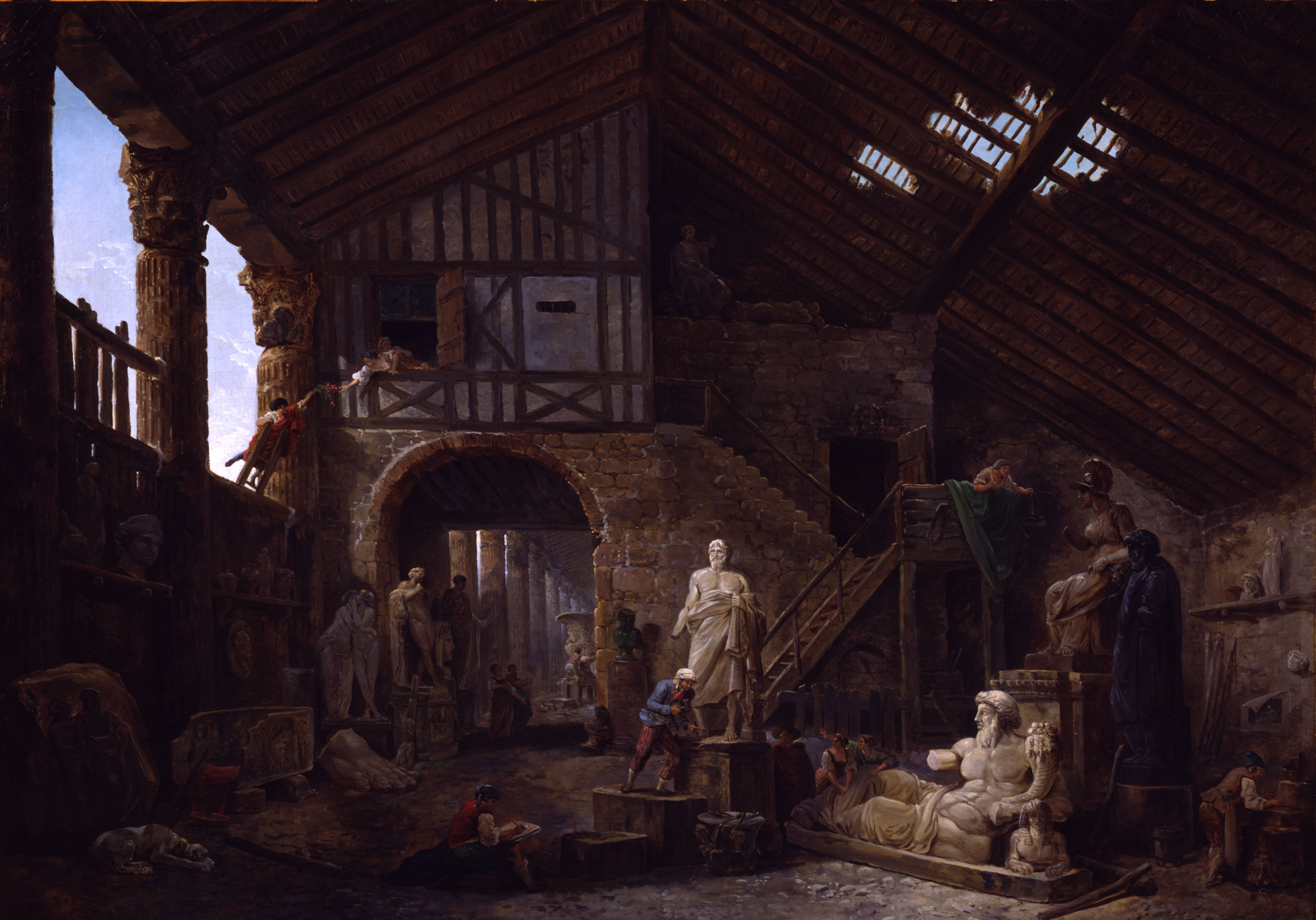
《로마의 유물 복원가 스튜디오》, 1783년, 101 x 143cm, 톨레도 미술관
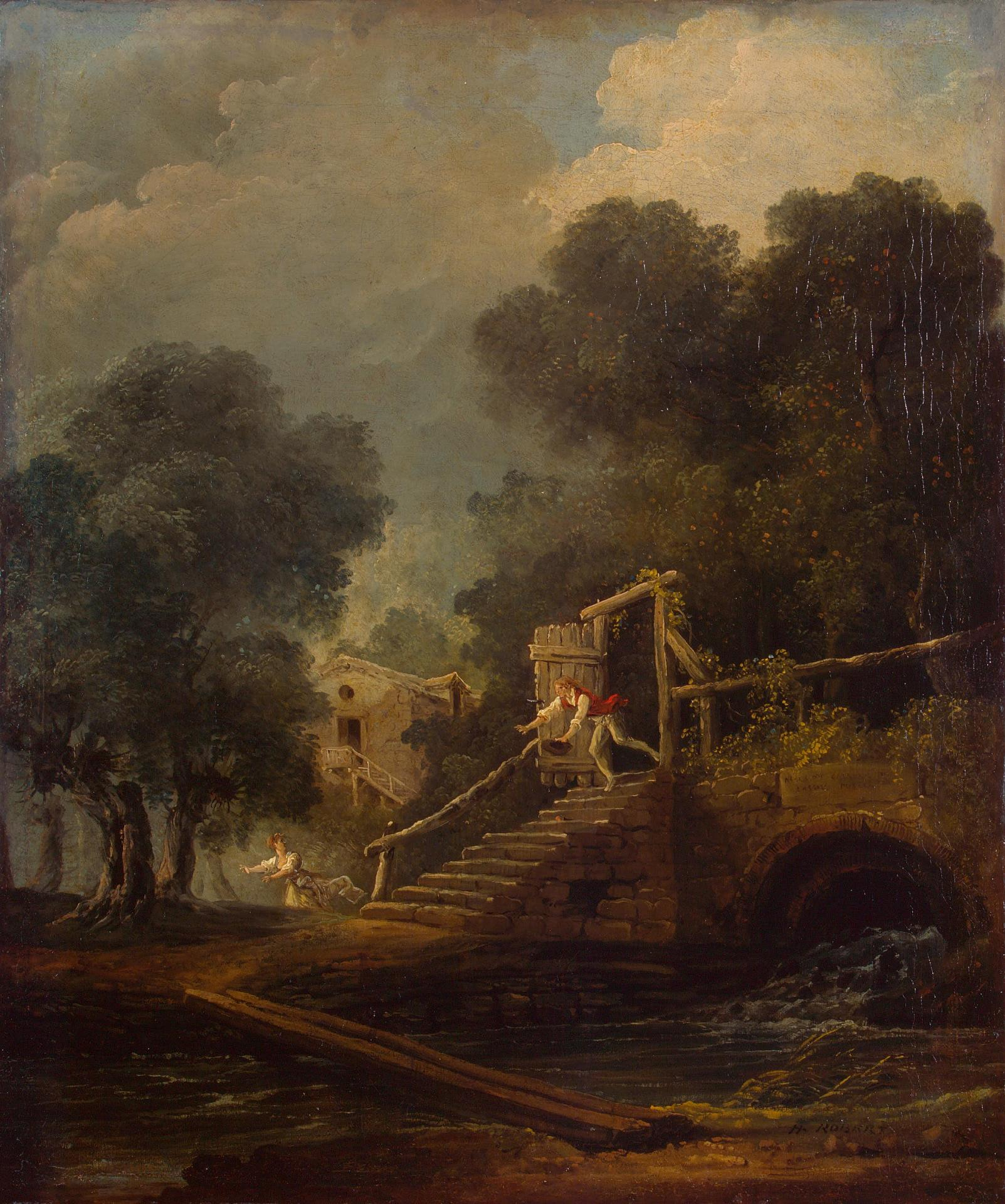
《갈라테이아의 비행》, 1780년대 중반, 50 x 42cm, 에르미타시 박물관
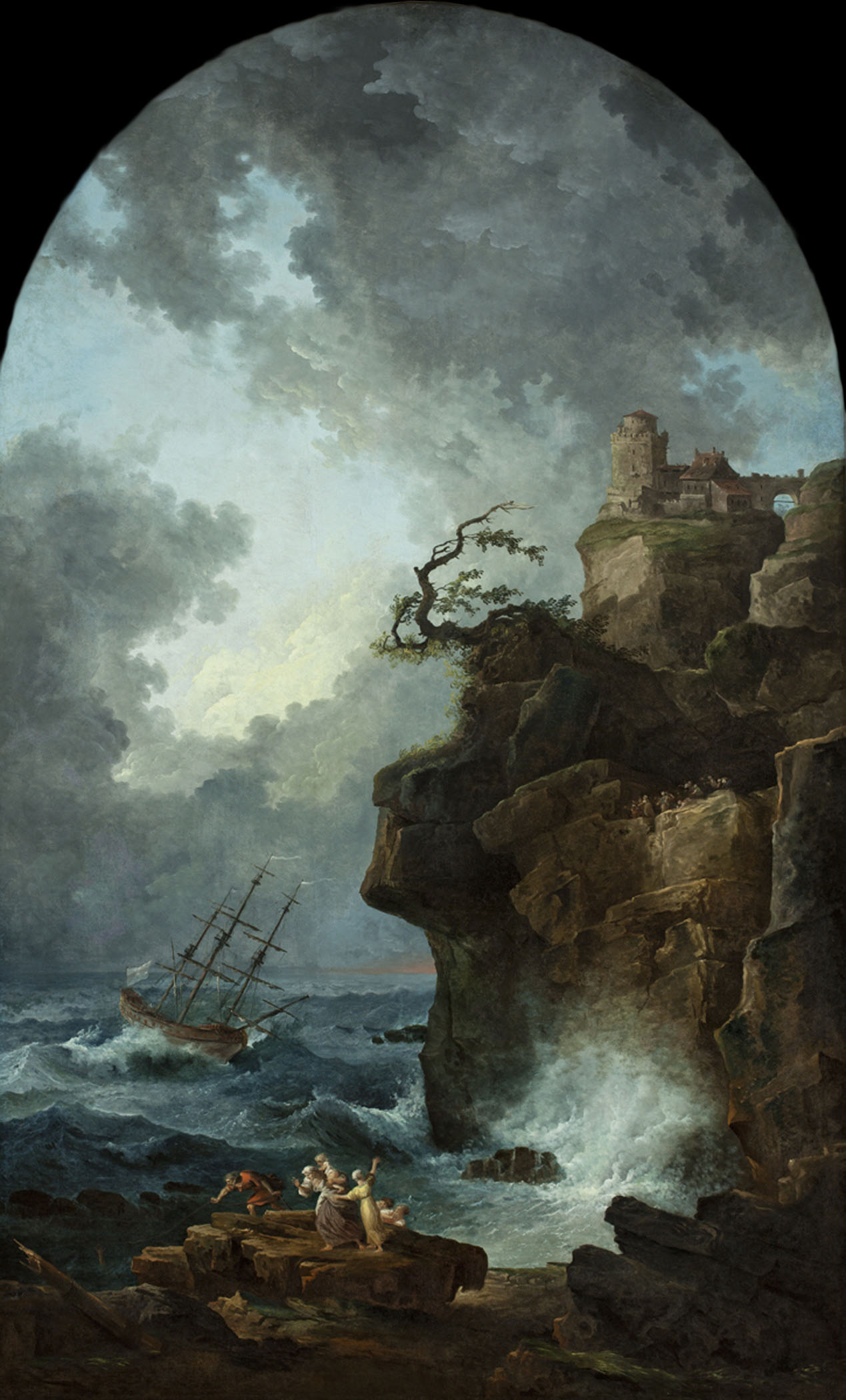
《난파선》,  1780년대, 322 x 199cm, 우스터 미술관
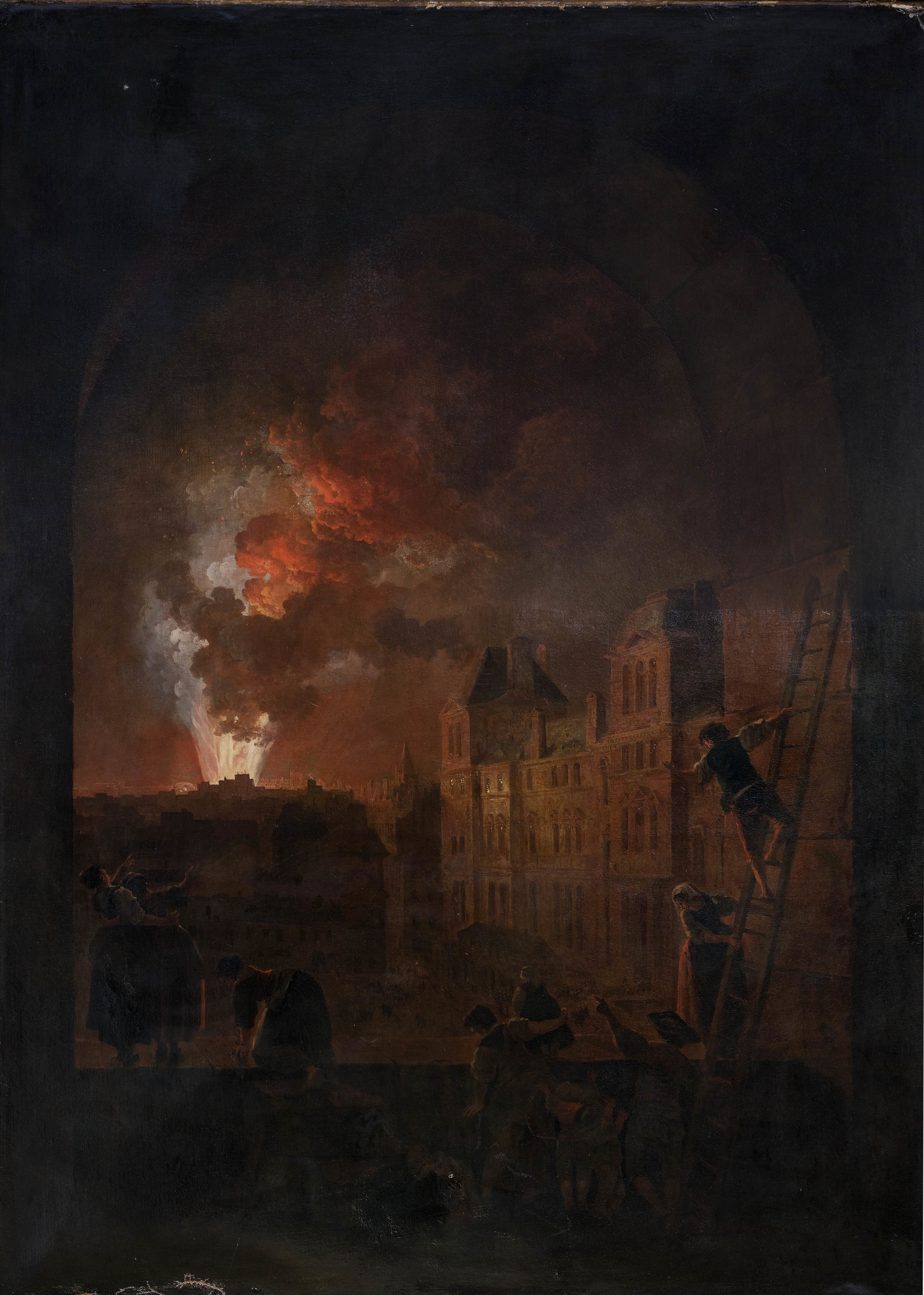
《파리 오페라의 화재》, 1781년, 123.5 × 171cm, 개인 소장
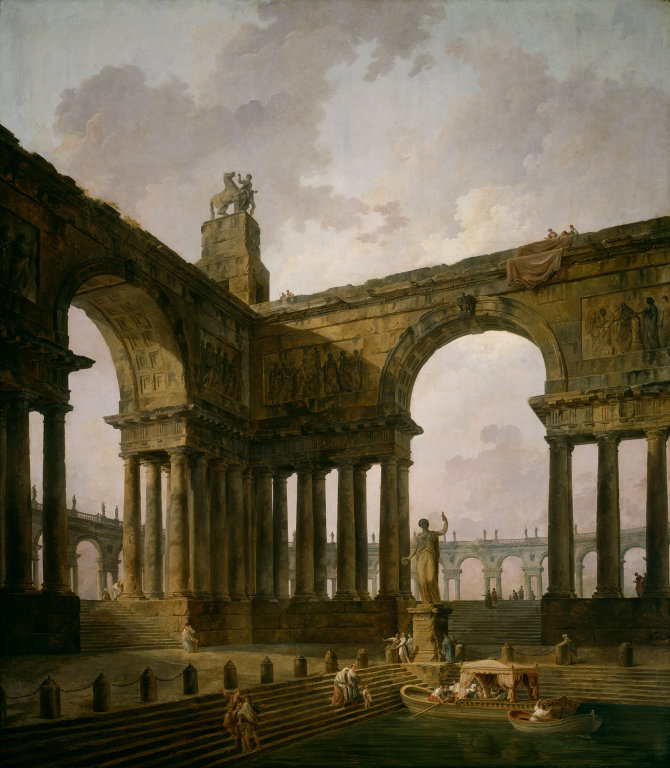
《랜딩 플레이스》(The Landing Place , 1787년~1788년, 255 x 223cm, 시카고 미술관
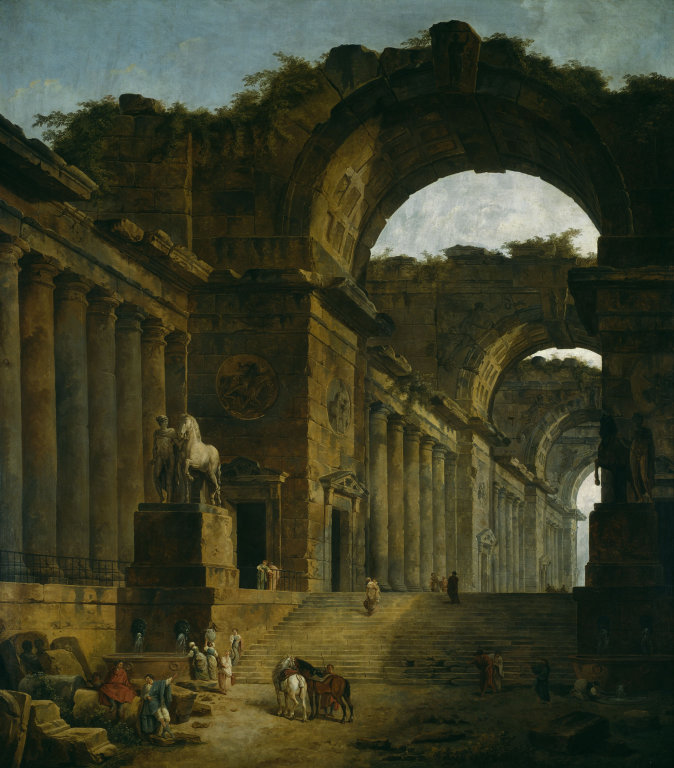
《분수》, 1787년~1788년, 255 x 221cm, 시카고 미술관
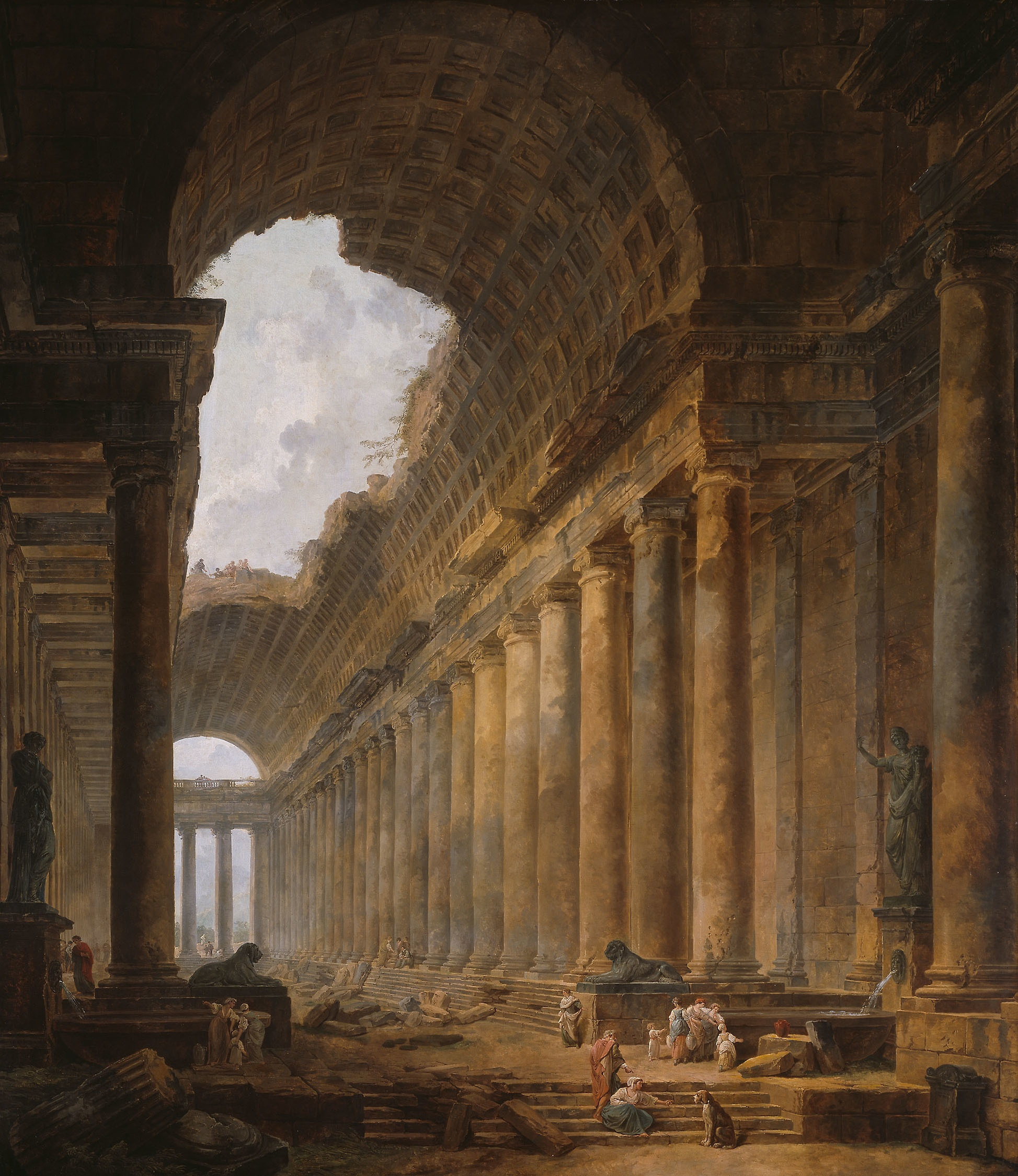
《오래된 사원》, 1787년~1788년, 255 x 223cm, 시카고 미술관
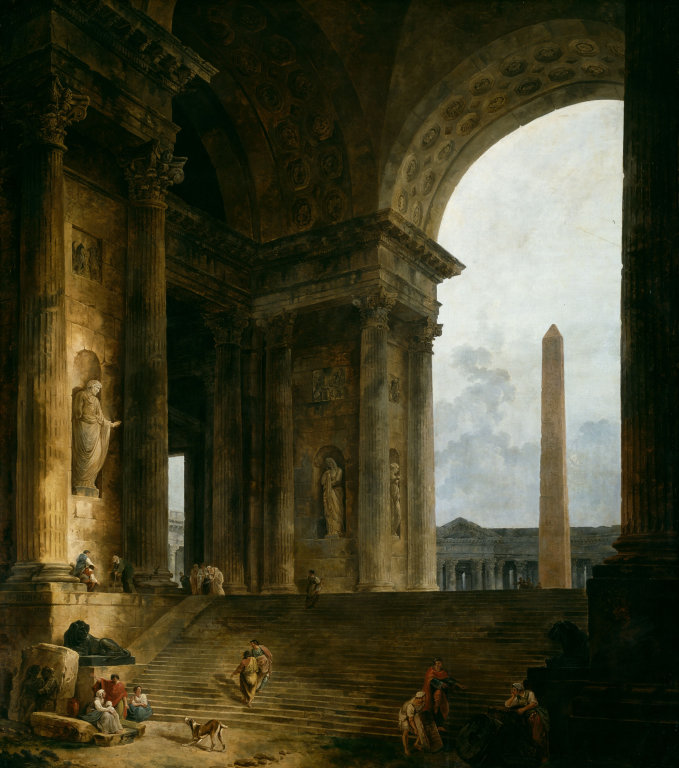
《오벨리스크》, 1787년~1788년, 255 x 223cm, 시카고 미술관
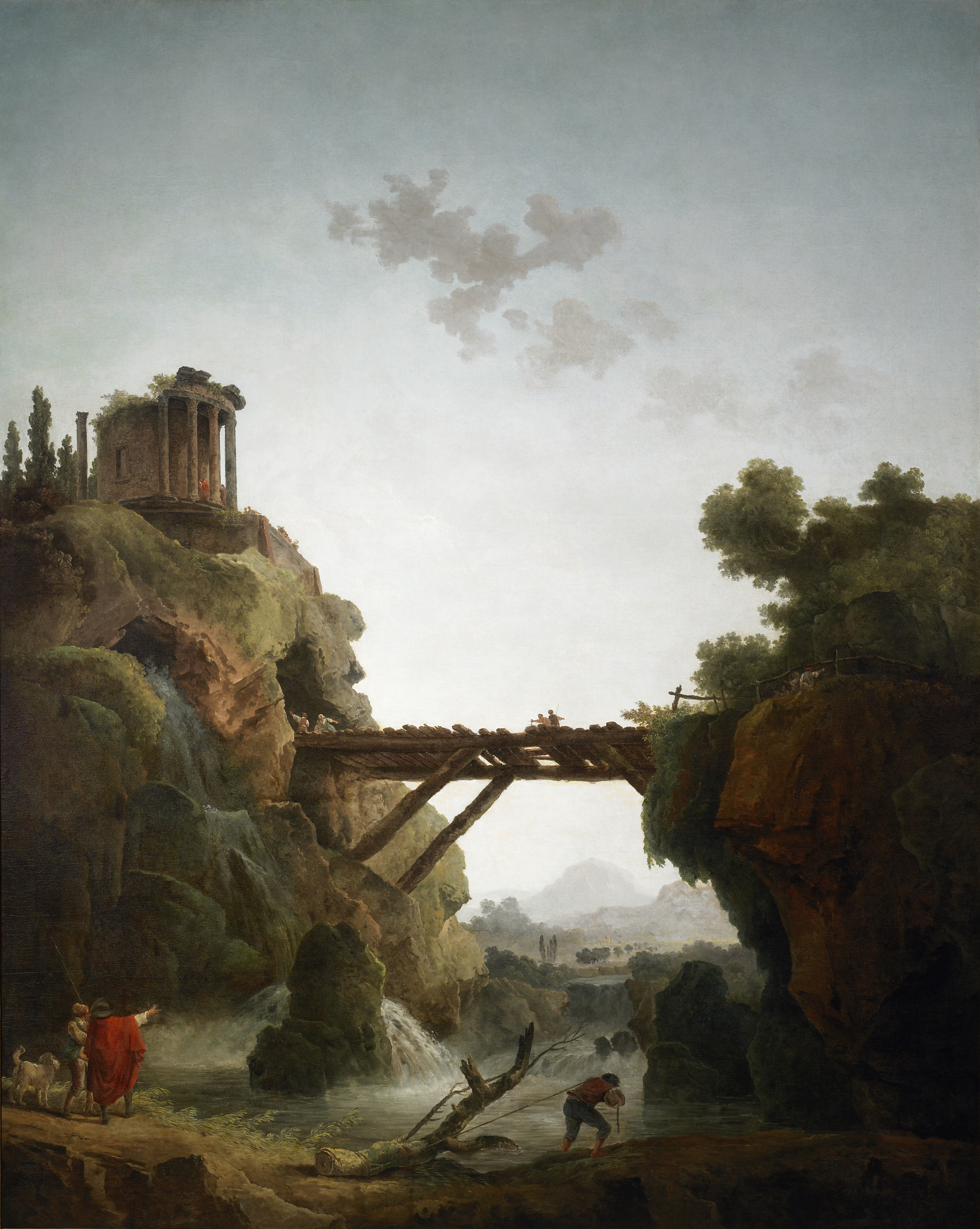
《티볼리의 환상적인 풍경》, 1789년, 241.3 x 190.8cm, 세인트루이스 미술관
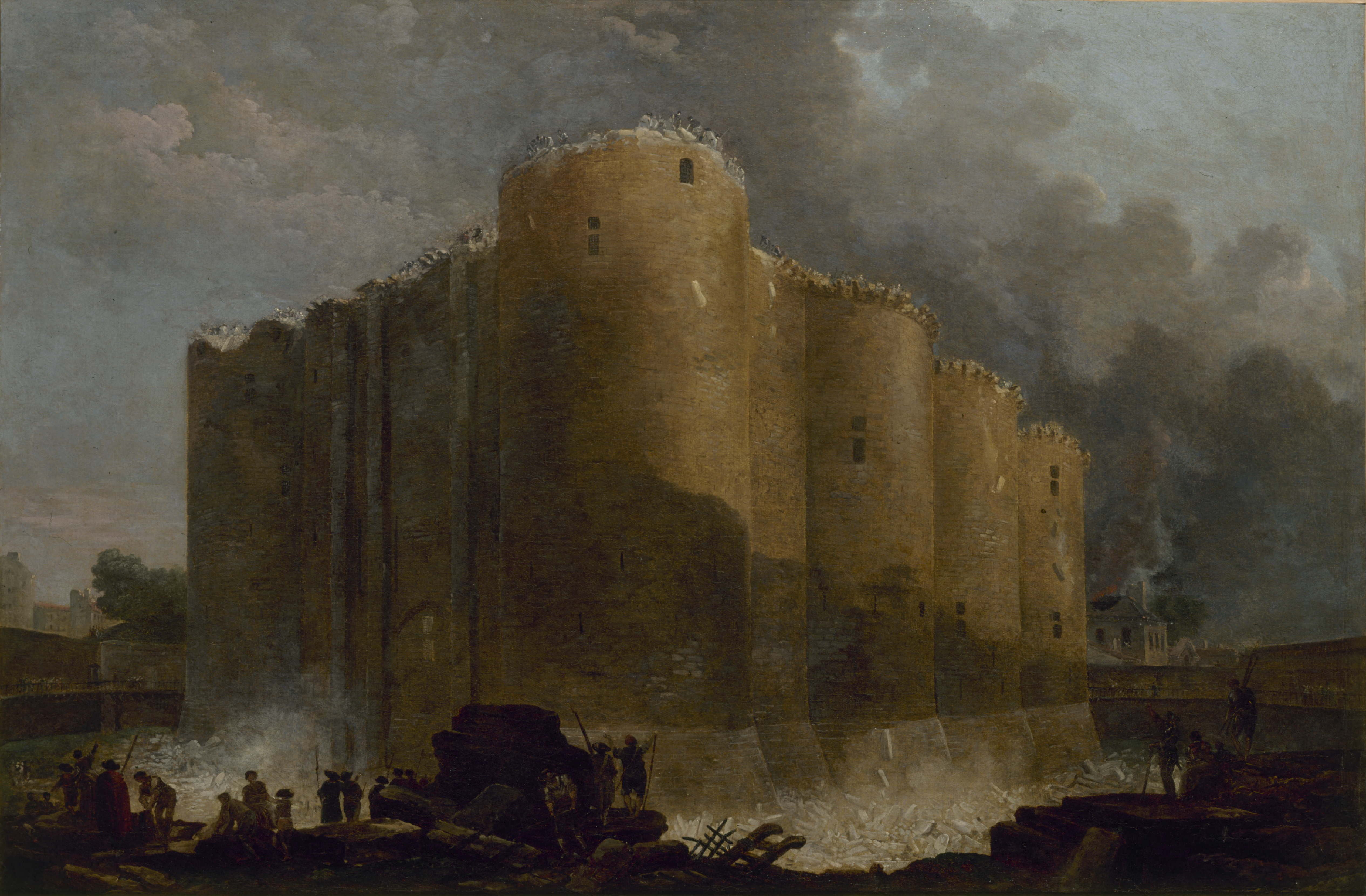
《철거 초기의 바스티유》, 1789년, 96 x 135cm, 카르나발레 박물관
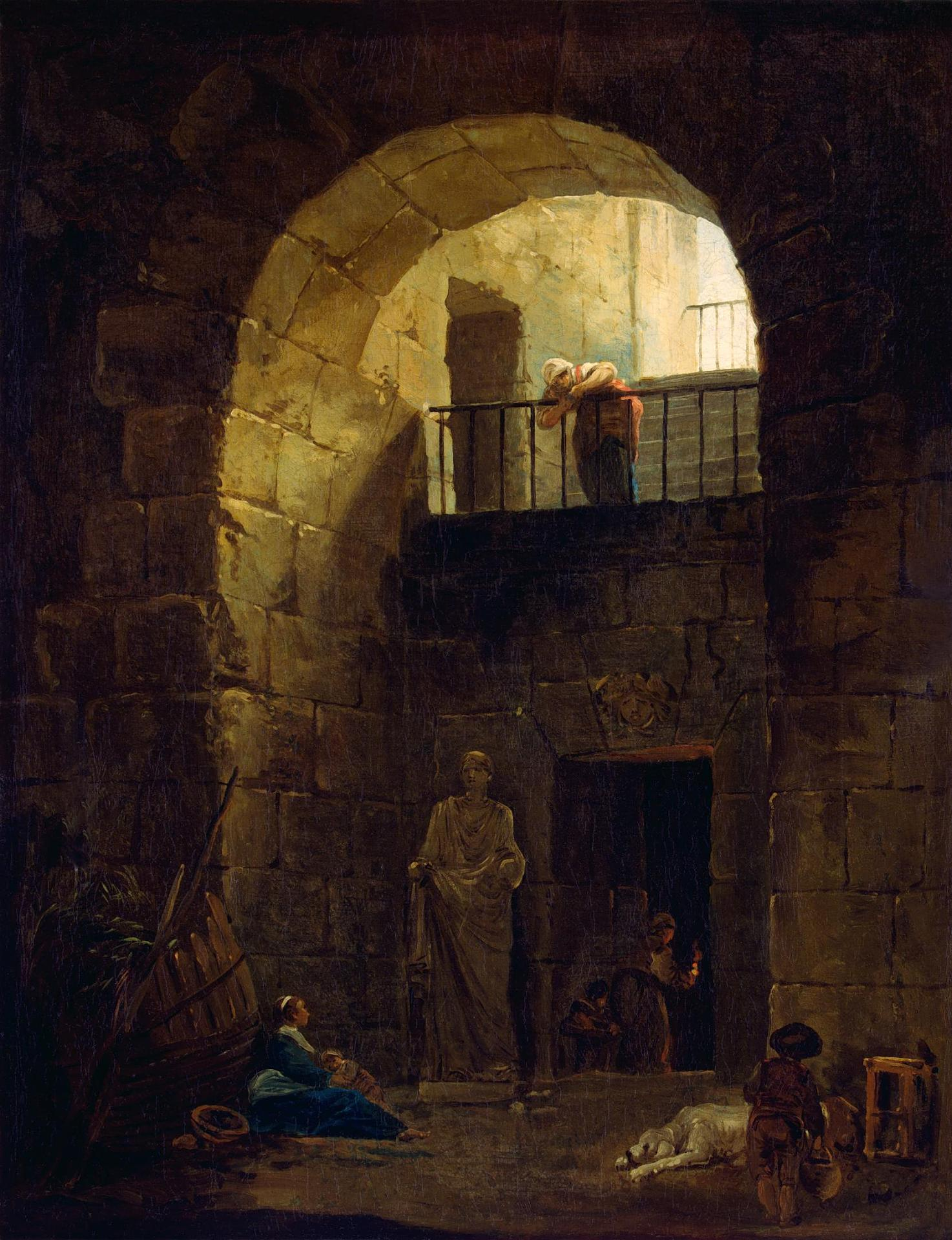
《방치된 조각상》, 1790년대, 40 x 31cm, 에르미타시 박물관
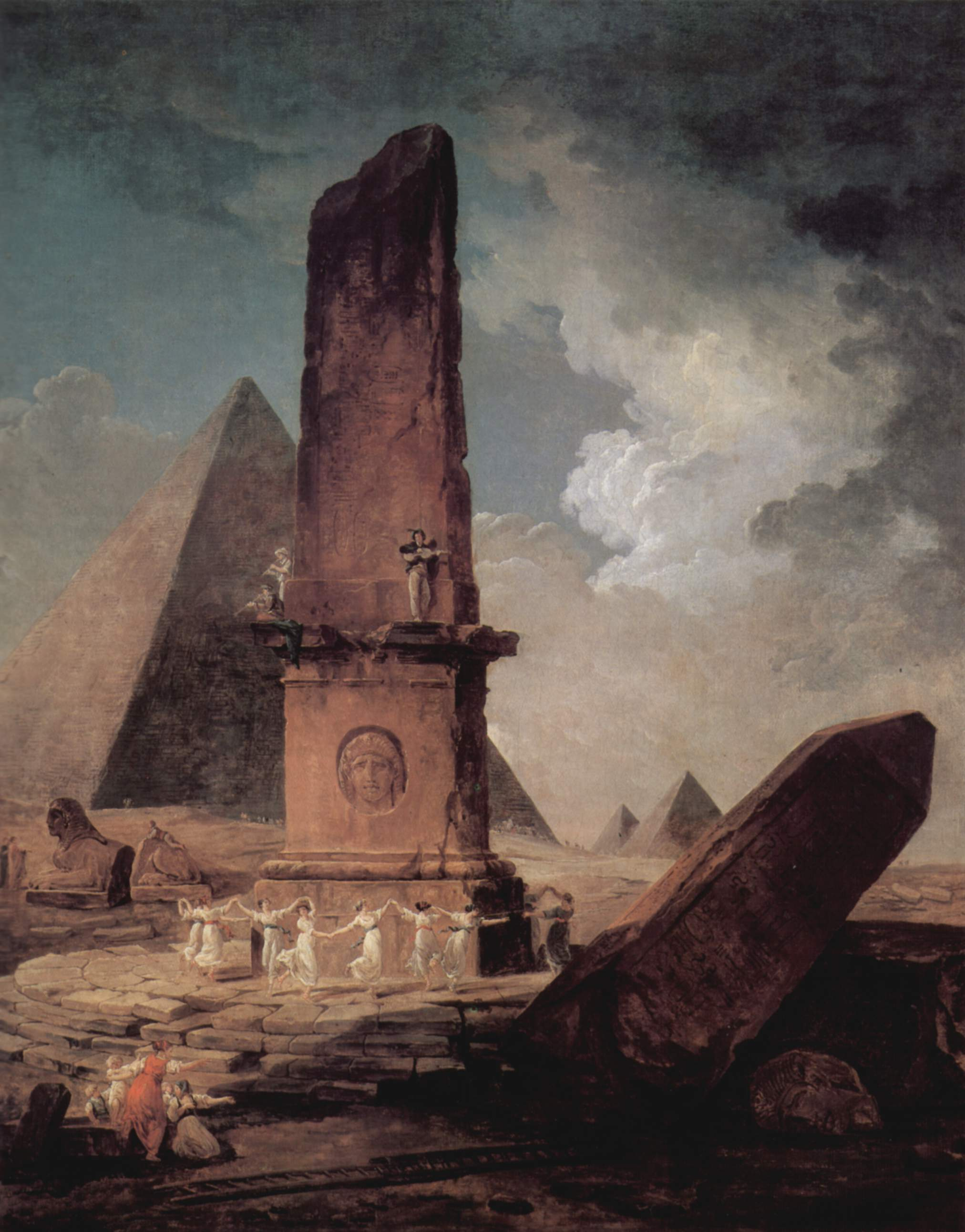
《오벨리스크 주위에서 춤추는 소녀들》, 1798년, 120 x 99cm, 몬트리올 미술관
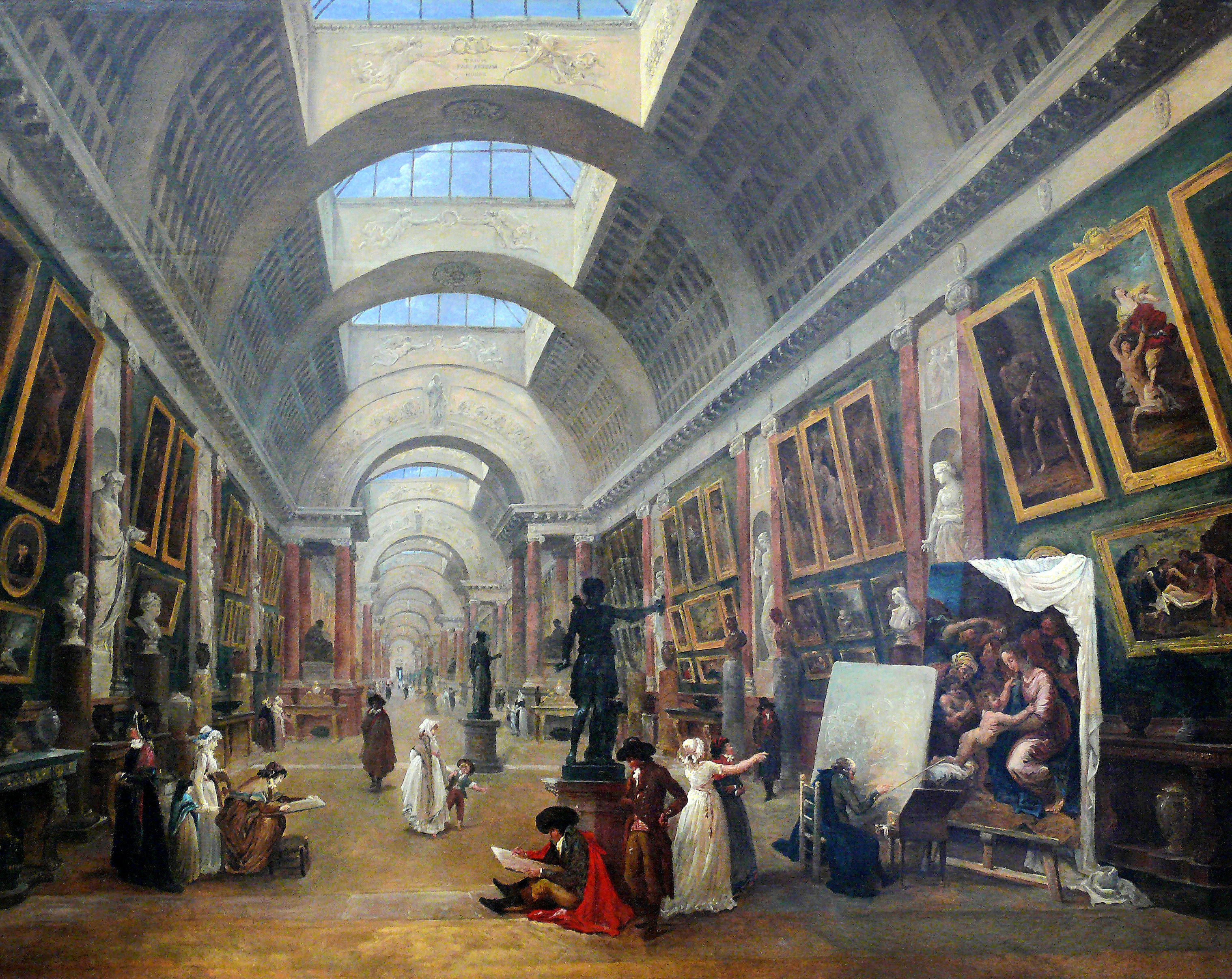
《루브르 대회랑 개조를 위한 프로젝트》, 1796년, 115 x 145cm, 루브르 박물관
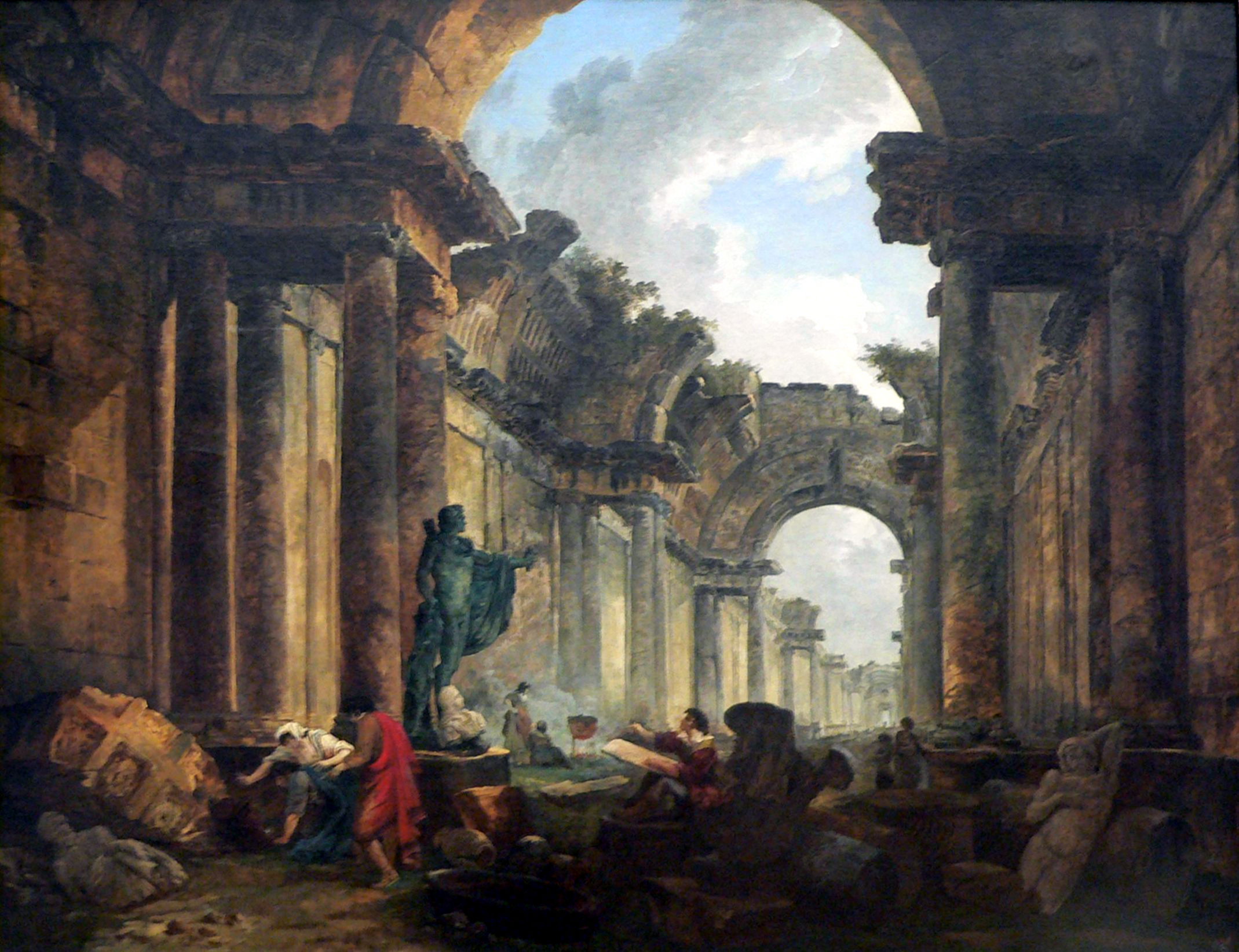
《폐허가 된 루브르 회랑의 상상도》, 캔버스에 유채, 1796년, 루브르 박물관
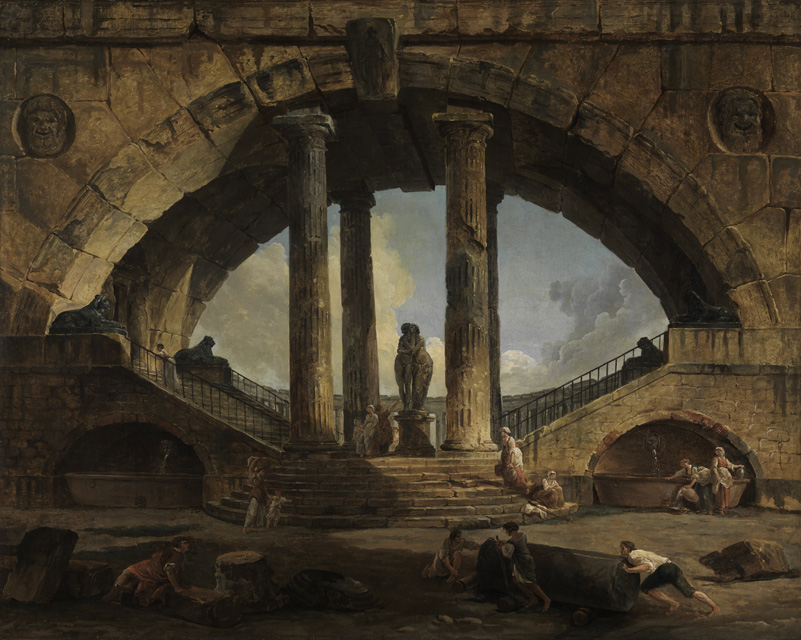
《로마 카프리치오》, 1798년, 94 x 117cm, 카를스루에 국립미술관
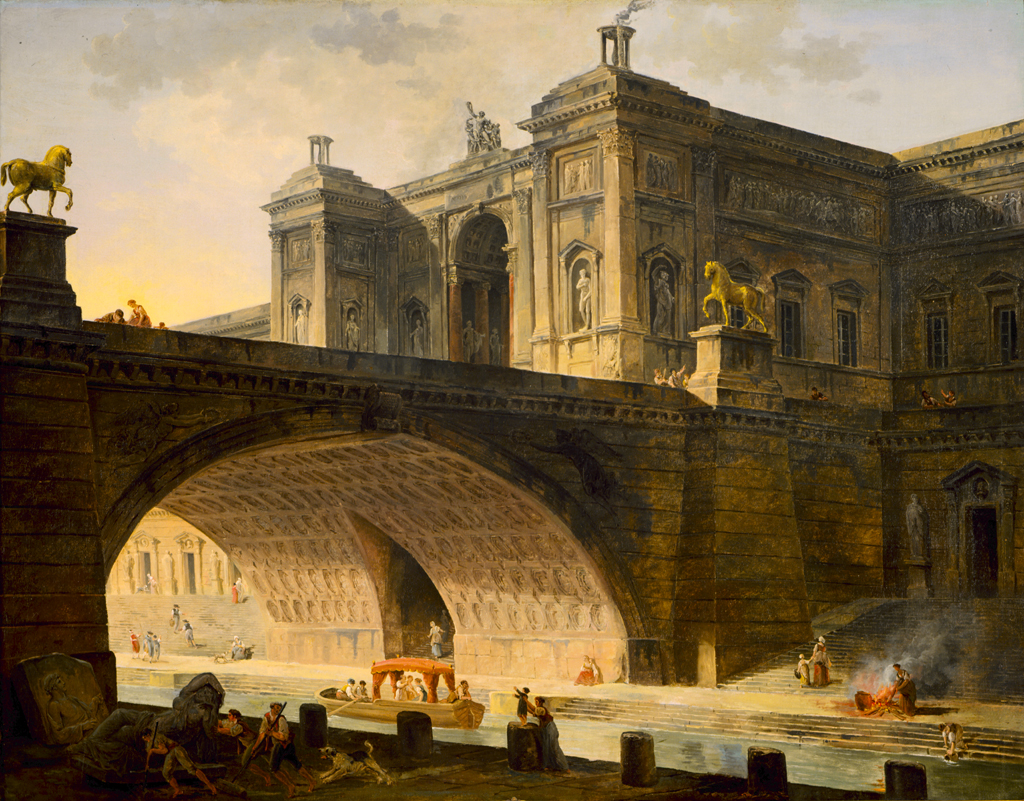
《건축적 환상》, 1802년경~1808년경, 114 x 147.8cm
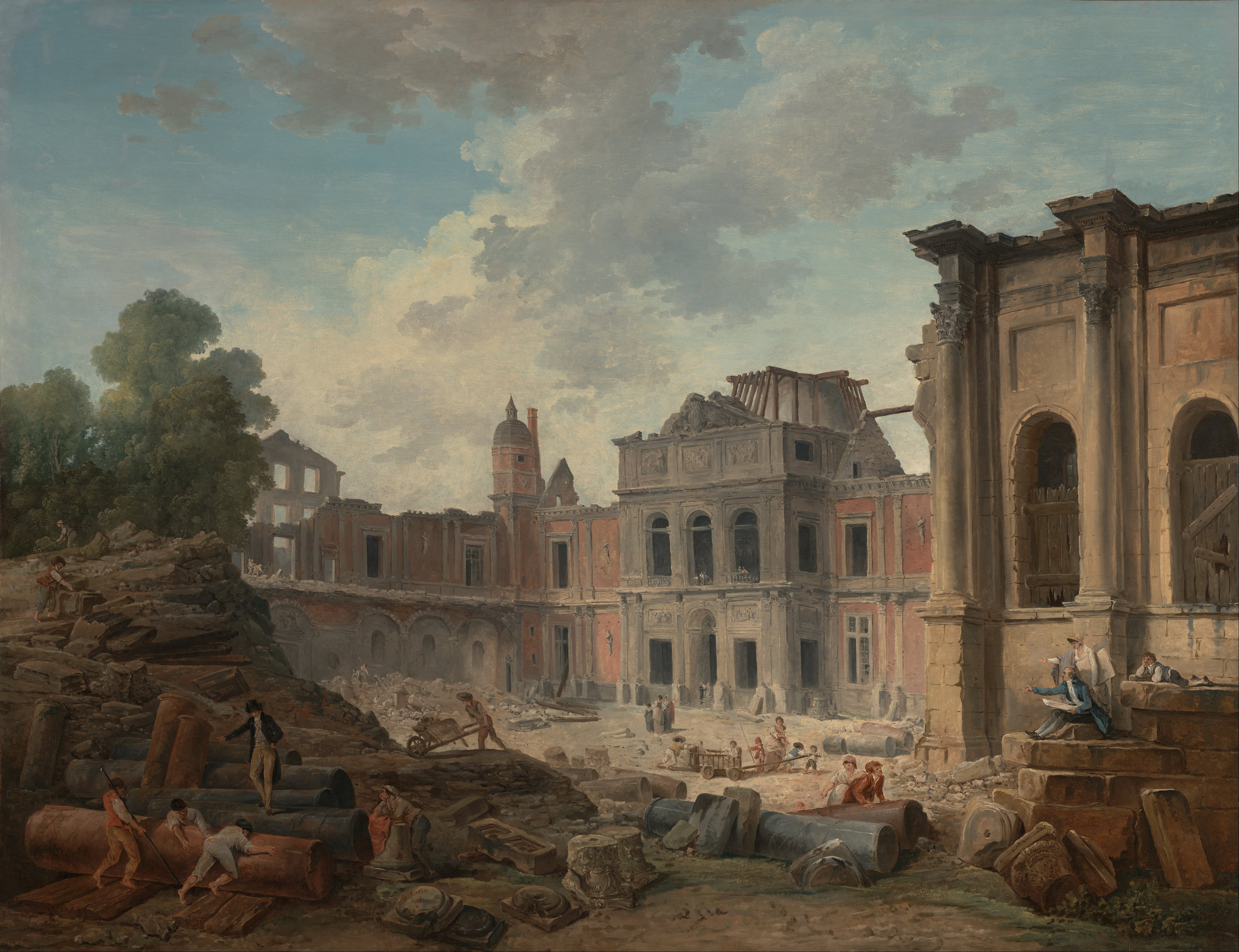
《뫼동 성의 철거》, 1806년, 113.3 x 146.8cm, J. 폴 게티 미술관